# Mistrzostwa Polski juniorów w piłce nożnej
Mistrzostwa Polski juniorów w piłce nożnej

## Juniorzy starsi (U-19) - od 2019 U-18
| Rok  | Mistrz                | Kolejne miejsca                                                       | Dodatkowe informacje |
| ---- | --------------------- | --------------------------------------------------------------------- | --- |
| 1936 | Wisła Kraków          | 2. Warta Poznań 3-4. HKS Szopienice 3-4. Widzew Łódź                  | Pierwszy, historyczny turniej o mistrzostwo Polski juniorów odbył się w sierpniu 1936 roku, podczas obozu piłkarskiego w Sierakowie w Wielkopolsce. Zaproszone zostało 12 drużyn – mistrzów U-19 poszczególnych okręgów PZPN. Z nieznanych przyczyn nie pojawili się mistrzowie Wilna, Wołynia i Lublina. Początkowo było 9 drużyn, zorganizowano więc dodatkowy mecz, w którym mistrz juniorów Pomorza, Gryf Toruń, pokonał mistrza juniorów Zagłębia Dąbrowskiego, Brygadę Częstochowa 5:1 (3:0). W pierwszej rundzie spotkały się: Warta Poznań z Lechią Lwów (2:0), HKS Szopienice z Polonią Warszawa (3:0), Wisła Kraków z Rewerą Stanisławów (4:2) oraz Widzew Łódź z Gryfem Toruń (2:1). W półfinałach Wisła wygrała z HKS Szopienice 5:1, a Warta pokonała Widzew Łódź 3:0. W finałowym meczu Wisła pokonała Wartę Poznań 3:0. Wbrew skromnym informacjom prasy sportowej na obozie w Sierakowie było 11 zespołów. Nie wymienione w turnieju drużyny to: ŻTGS Makabi Wilno oraz kombinowany zespół Ośrodka WF Grodno. |
| 1937 | Wisła Kraków          | 2. Pogoń Lwów 3-4. KPW Poznań 3-4. Widzew Łódź                        | Turniej finałowy odbył się w sierpniu 1937 roku w Kozienicach. Grało w nim 16 drużyn juniorskich z całej Polski: Wisła Kraków, Cracovia, Warta Poznań, KPW Poznań (z Edmundem Białasem), Pogoń Lwów (z Adamem Wolaninem), Ruch Chorzów (z Walterem Bromem), Naprzód Lipiny, Polonia Bydgoszcz, Rewera Stanisławów, Śmigły Wilno, PWATT Warszawa, Hasmonea Lwów, Widzew Łódź, CKS Czeladź, Unia Lublin, WKS Grodno. W pierwszej rundzie padły następujące wyniki: Wisła - Ruch 6:0, Pogoń - Naprzód 4:0, PWATT - CKS 4:0, Rewera - Śmigły 2:1, KPW - Cracovia 0:0 (karne 4:2), Widzew - Unia 3:1, WKS - Polonia 2:2 (karne 2:1), Warta - Hasmonea 2:2 (karne 2:1). Druga runda – Wisła - PWATT 2:0, KPW - WKS Grodno 4:0, Pogoń - Rewera 4:1, Widzew - Warta 3:2. W półfinałach Wisła wygrała w powtórzonym meczu z KPW Poznań 5:1 (wcześniejszy mecz 0:0 – karne 2:1 – został unieważniony), a Pogoń pokonała Widzew Łódź 6:1. Finałowy mecz miał miejsce 14 listopada 1937 w Warszawie na stadionie Legii, jako przedmecz spotkania o Puchar Prezydenta RP Kraków - Śląsk. Wisła pokonała Pogoń Lwów 1:0. W drużynie z Krakowa grali m.in. Jerzy Jurowicz i Mieczysław Gracz. |
| 1938 | Unia Lublin           | 2. Wisła Kraków 3-4. PWATT Warszawa 3-4. Pogoń Równe                  | Rozgrywki ćwierćfinałowe i półfinałowe miały miejsce latem i jesienią 1938, głównie podczas turnieju, który odbył się w sierpniu 1938 roku podczas obozu w Sierakowie. Zaproszone zostało 10 drużyn – mistrzów U-19 poszczególnych okręgów PZPN. Były to: AKS Chorzów, PWATT Warszawa, Strzelec Górka Stanisławów, Czarni Sosnowiec, Lechia Lwów, Pogoń Równe, Warta Poznań, Wisła, WKS Grodno oraz Unia Lublin. W półfinałach Wisła wygrała w Krakowie z warszawskim PWATT aż 10:0 (3:0). Drugi mecz przyniósł rozstrzygnięcie dopiero po serii rzutów karnych. Pogoń Równe zremisowała z Unią Lublin 2:2, jednak okazała swoją wyższość w serii jedenastek, wygrywając 3:2. Dalsze boje odbywały się przy „zielonym stoliku”. Unia wniosła protest, zarzucając kilku zawodnikom rywali przekroczenie dopuszczalnego limitu wieku. Dochodzenie toczyło się miesiącami i spowodowało konieczność przełożenia finałowej rozgrywki dopiero na rok 1939. Po szczegółowych ustaleniach przyznano w końcu walkower 3:0 na korzyść Unii. Finałowe spotkanie odbyło się 4 czerwca 1939 w Warszawie. Unia Lublin wygrała z Wisłą Kraków 3:2 (0:1). Był to przedmecz spotkania reprezentacji Polski i Szwajcarii. |
| 1939 | –                     | –                                                                     | Rozgrywki nie zostały ukończone z powodu wybuchu II wojny światowej. Odbył się tylko jeden mecz półfinałowy, w którym WKS Łuck pokonał zespół Strzelec Górka Stanisławów 2:1 (1:1). Drugi półfinał pomiędzy Wisłą Kraków i HCP Poznań nie został rozegrany w związku z napiętą sytuacją międzynarodową, a później z powodu groźby wybuchu wojny. |
| 1953 | Pomorzanin Toruń      | 2. ŁKS Łódź 3. Spójnia Rzeszów 4. Darzbór Szczecinek                  | Finałowy turniej z udziałem ośmiu drużyn odbył się w Świdnicy w połowie sierpnia 1953. Pomorzanin Toruń pokonał kolejno Unię Szamotuły 4:2, Odrę Opole 3:2 oraz Spójnię Rzeszów 3:0. W drugiej rundzie Pomorzanin zremisował 1:1 z Darzborem Szczecinek oraz po raz drugi pokonał Spójnię Rzeszów 3:0 i ŁKS Łódź 1:0. |
| 1954 | Unia Racibórz         | 2. Górnik Bytom 3. Gwardia Kraków 4. CWKS Warszawa                    | Finałowy turniej odbył się w połowie lipca 1954 we Wrocławiu, występowało w nim osiem zespołów. Unia Racibórz pokonała Ogniwo Rzeszów 3:0, Budowlanych Szczecin 5:0, Włókniarz Łódź 2:1, Górnik Bytom 3:0 oraz Gwardię Kraków 2:0. Później nastąpiła porażka 0:4 z juniorami CWKS Warszawa, lecz w ostatnim meczu Unia wygrała 5:0 z Kolejarzem Toruń. |
| 1955 | Start Chorzów         | 2. ŁKS Łódź 3. Garbarnia Kraków 4. Start Rymanów                      | Finałowy turniej odbył się w połowie sierpnia 1955 we Wrocławiu, grały w nim cztery drużyny – Garbarnia Kraków, Start Chorzów, Start Rymanów i ŁKS Łódź. Drużyna z Chorzowa pokonała wszystkich rywali – Start Rymanów 5:1, ŁKS Łódź 2:1 i Garbarnię Kraków 3:1. |
| 1956 | Unia Racibórz         | 2. Polonia Bytom 3. Arka Gdynia 4. Włókniarz Pabianice                | W ćwierćfinałach spotkały się następujące drużyny: Lech Poznań z Włókniarzem Pabianice (2:2, 2:3), Polonia Warszawa z Polonią Bytom (1:2, 1:3), Ślęza Wrocław z Arką Gdynia (1:3, 0:0), oraz Gwardia Białystok z Unią Racibórz (0:0, 0:2). W półfinałach (Wrocław, sierpień 1956) zagrali: Polonia Bytom z Arką (4:0) oraz Włókniarz z Unią (2:3). Finał miał miejsce 26 sierpnia 1956 we Wrocławiu, jako przedmecz spotkania Polska - Rumunia. Unia wygrała z Polonią 2:1, a w meczu o 3. miejsce Arka pokonała Włókniarza 3:2. W Unii występował m.in. Manfred Urbas. |
| 1957 | Lechia Gdańsk         | 2. Krośnianka Krosno 3. Ślęza Wrocław 4. Lechia Tomaszów Maz.         | Lechia w finałowym meczu 1 września 1957 roku w Zielonej Górze pokonała Krośniankę Krosno 2:1 (0:1). W półfinałach (25 sierpnia) Lechia wygrała w Łodzi z Tomaszowem 4:3, a Karpaty w Opolu ze Ślęzą 1:0. |
| 1958 | Wisła Kraków          | 2. Zawisza Bydgoszcz 3-4. Unia Racibórz 3-4. Polonia Gdańsk           | Finałowe spotkanie odbyło się 14 września 1958 na Stadionie Śląskim w Chorzowie, jako przedmecz pojedynku Polska - Węgry. Wisła pokonała Zawiszę 3:0. W półfinałach (koniec sierpnia) Wisła wyeliminowała Unię (0:0, 2:2, pierwsza kolejka karnych 4:4, druga 3:2), a Zawisza – Polonię (5:2, 1:2). |
| 1959 | Cracovia              | 2. Arka Gdynia 3-4. Polonia Warszawa 3-4. Ślęza Wrocław               | Finałowe spotkanie odbyło się 30 sierpnia 1959 w Warszawie, jako przedmecz pojedynku Polska - Rumunia. Cracovia pokonała Arkę Gdynia 3:0. W półfinałach (koniec sierpnia 1959), Cracovia pokonała Polonię Warszawa 1:1, 3:0, a Arka – Ślęzę Wrocław 2:0, 0:2 i w karnych 3:2. W Cracovii wystąpił m.in. Janusz Kowalik. |
| 1960 | Zryw Chorzów          | 2. Gwardia Warszawa 3-4. Odra Opole 3-4. Pogoń Szczecin               | W pierwszym meczu finałowym, rozegranym 28 września 1960 w Warszawie, jako przedmecz spotkania międzypaństwowego Polska - Francja (2:2), Zryw zremisował z Gwardią 1:1. Konieczne więc było rozegranie drugiego finału, na Stadionie Śląskim w Chorzowie, jako przedmecz spotkania towarzyskiego reprezentacji Górnego Śląska z brazylijską drużyną Vitória Salvador (wtorek, 18 października 1960, wynik spotkania Ślązaków z Bahią to 7:0). Zryw tym razem rozgromił Gwardię 5:0 (4:0). W półfinale chorzowianie zremisowali w Opolu z Odrą 1:1, by w Chorzowie na stadionie AKS wygrać 1:0 po golu Piechniczka. Tymczasem zawodnicy Odry w drodze do półfinału wyeliminowali Cracovię (początek lipca 1960). W Opolu był remis 1:1, w rewanżu w Krakowie Odra wygrała 3:2. W drużynie Zrywu Chorzów grali m.in. Zygfryd Szołtysik i Jan Banaś. |
| 1961 | Zryw Chorzów          | 2. Górnik Wałbrzych 3-4. Lublinianka 3-4. Mazur Karczew               | Finałowe spotkanie odbyło się 13 września 1961 na Stadionie Śląskim w Chorzowie, jako przedmecz pojedynku Górnik Zabrze - Tottenham Hotspur. Zryw rozgromił Górnik Wałbrzych 10:1. W składzie mistrzów grali tacy piłkarze jak Antoni Piechniczek, Zygfryd Szołtysik oraz Jan Banaś. Pierwsze spotkania eliminacyjne mistrzostw odbyły się pod koniec czerwca i na początku lipca 1961. Grano systemem mecz–rewanż, w parach tworzących mistrzów ówczesnych województw. I tak Wisła Kraków grała ze Stalą Dębica, Lublinianka z Mazurem Ełk, Promień Żary z Pomorzaninem Toruń, Górnik Wałbrzych z Warmią Olsztyn, ŁKS z Lechią Gdańsk, Radomiak ze Zrywem Chorzów, Pogoń Szczecin z Lechem Poznań, a Mazur Karczew ze Stalą Zawadzkie. W półfinałach Zryw pokonał Mazura Karczew 2:1, 6:0, a Górnik Wałbrzych – Lubliniankę w stosunku 0:0, 3:1. |
| 1962 | ŁKS Łódź              | 2. Legia Warszawa 3-4. Bałtyk Gdynia 3-4. Odra Opole                  | W finałowym meczu, rozegranym w Warszawie 3 września 1962, juniorzy z Łodzi (w składzie m.in. ze Stanisławem Dawidczyńskim i Bolesławem Szadkowskim) pokonali warszawian 1:0. W drodze do finału, zawodnicy ŁKS zwyciężyli Zryw Rzepin 5:0 i 3:1, Unię Tarnów 2:1, 1:2 (w karnych lepsi byli łodzianie) oraz Odrę Opole 2:1 i 4:2. W drugim półfinale juniorzy Bałtyku przegrali z Legią (3:2 oraz 0:8). |
| 1963 | Polonia Bytom         | 2. Zagłębie Sosnowiec 3. ŁKS Łódź 4. Promień Żary                     | Aby wyłonić mistrza Polski, w połowie czerwca 1963 roku przeprowadzono cztery turnieje eliminacyjne. Jeden z nich miał miejsce w Krakowie, występowały w nim drużyny Wawelu Kraków (mistrz okręgu krakowskiego), Polonii Bytom (mistrz okręgu katowickiego), Karpat Krosno (mistrz okręgu rzeszowskiego) oraz MKS Lublin (mistrz okręgu lubelskiego). Pozostałe turnieje miały miejsce w Żarach (Promień Żary, Arkonia Szczecin, Legia Warszawa, Cieśliki Słupsk), Łodzi (ŁKS, Bałtyk, Radomiak, Kujawiak Włocławek) i Sosnowcu (Zagłębie, Odra, Lech, BKS Bolesławiec). Turniej finałowy odbył się w dniach 3-7 lipca w Zielonej Górze. W decydującym meczu finałowego turnieju Polonia (z Zygmuntem Anczokiem w składzie), której wystarczał remis, uzyskała wynik 0:0 z Zagłębiem. W juniorach Zagłębia grał m.in. Andrzej Jarosik. |
| 1964 | Arkonia Szczecin      | 2. Stal Mielec 3. Legia Warszawa 4. Olimpia Grudziądz                 | Finałowy turniej odbył się w dniach 18-22 lipca 1964 roku w Mielcu. Oto wyniki: Stal - Legia 2:0, Arkonia - Olimpia 3:1, Stal - Arkonia 2:2, Legia - Olimpia 1:1 oraz w trzeciej kolejce Stal - Olimpia 1:2 i Arkonia - Legia 0:1. Wszystkie cztery drużyny uzyskały więc identyczny dorobek punktowy, dlatego też o mistrzostwie przesądził rzut monetą, w którym ślepy los wskazał na Arkonię, w której występowali m.in. Ryszard Mańko i Władysław Szaryński. W drużynie Stali grali m.in. Zygmunt Kukla i Włodzimierz Gąsior. |
| 1965 | Ruch Chorzów          | 2. Pogoń Szczecin 3. Zagłębie Sosnowiec 4. Legia Warszawa             | W drużynie Ruchu grali m.in. Jan Rudnow i Bronisław Bula, a trenerem był Czesław Suszczyk. W Pogoni grał m.in. Zenon Kasztelan. Turniej finałowy rozegrano w połowie sierpnia 1965 roku w Toruniu. W pierwszej kolejce Ruch pokonał Pogoń 2:0, a Zagłębie Legię, również 2:0. W drugiej kolejce padły następujące wyniki: Ruch - Zagłębie 5:0, Pogoń - Legia 5:2. W ostatniej kolejce Ruch - Legia 2:1, Zagłębie - Pogoń 1:2. Tabela turnieju: 1. Ruch Chorzów 3 6 pkt. 9:1 2. Pogoń Szczecin 3 4 pkt. 7:5 3. Zagłębie Sosnowiec 3 2 pkt. 3:7 4. Legia Warszawa 3 0 pkt. 3:9 |
| 1966 | MKS Hala Łódź         | 2. Cracovia 3. Zryw Chorzów 4. Gwardia Warszawa                       | Finałowy turniej odbył się w sierpniu 1966 w Łodzi. Srebrny medalista, juniorzy Cracovii, pokonali Zryw 2:1, Gwardię 5:1 oraz przegrali z Halą 0:2. Trenerem MKS Hala był Leszek Jezierski, a jednym z zawodników Tadeusz Gapiński. Inne wyniki: Gwardia - Zryw 2:0, Hala - Gwardia 4:0. |
| 1967 | Górnik Zabrze         | 2. Warmia Olsztyn 3. Zawisza Bydgoszcz 4. Stadion Chorzów             | Finałowy turniej odbył się w Olsztynie. Po raz pierwszy w historii ta sama drużyna była mistrzem Polski juniorów i seniorów. Po drodze do mistrzowskiego trofeum zabrzanie, wśród których brylował Jerzy Gorgoń, wygrali juniorskie mistrzostwa Śląska, eliminując w finałowych rozgrywkach drużyny Stadionu Śląskiego Chorzów (1:0), Naprzodu Rydułtowy (1:0) oraz Zagłębianki Dąbrowa Górnicza (0:0). Następnie miał miejsce turniej półfinałowy, rozegrany w Zabrzu w dniach 4-8 lipca 1967. Górnicy pokonali w nim Odrę Opole 3:0, Wartę Poznań 2:0 oraz zremisowali 0:0 z Cracovią. Turniej finałowy odbył się w dniach 9-13 sierpnia. Górnik zremisował 0:0 z Warmią, oraz pokonał 1:0 Stadion i także 1:0 Zawiszę. Tabela turnieju: 1. Górnik Zabrze 3 5 pkt. 2:0 2. Warmia Olsztyn 3 3 pkt. 4:4 3. Zawisza Bydgoszcz 3 2 pkt. 3:4 4. Stadion Chorzów 3 2 pkt. 2:3 |
| 1968 | Górnik Wałbrzych      | 2. Odra Opole 3. Stal Mielec 4. Lechia Gdańsk                         | Finałowy turniej odbył się w lecie 1968 w Mielcu. Wałbrzyszanie pokonali Odrę 1:0, Lechię (z późniejszym reprezentantem Zdzisławem Puszkarzem) 2:1 i zremisowali 1:1 ze Stalą, w której grał Grzegorz Lato. W walce o półfinał Odra pokonała Cieśliki Słupsk 3:0, zremisowała z Brdą Bydgoszcz 0:0 oraz rozgromiła POSTiF Poznań 4:0. W Mielcu srebrny medalista z Opola po porażce z Górnikiem pokonał Stal 1:0 oraz Lechię 3:0. Tabela turnieju: 1. Górnik Wałbrzych 3 5 pkt. 4:2 2. Odra Opole 3 4 pkt. 4:1 3. Stal Mielec 3 3 pkt. 3:2 4. Lechia Gdańsk 3 0 pkt. 1:7 |
| 1969 | Legia Warszawa        | 2. Lublinianka 3. Stal Mielec 4. Wisła Kraków                         | Finałowy turniej odbył się latem 1969 roku na stadionie Lublinianki. Po rozegraniu wszystkich spotkań fazy zasadniczej Legia oraz Lublinianka miały tyle samo bramek i punktów, konieczny był więc mecz dodatkowy, 27 lipca 1969. Legia wygrała go 2-1 (1-1, 1-1), strzelając zwycięską bramkę dopiero w doliczonym czasie gry. W drodze do finału Legia, która wygrała wojewódzkie rozgrywki ligowe, najpierw grała turniej eliminacyjny w Koninie, gdzie pokonała 2-1 Zagłębie Konin i zremisował 0-0 z Zastalem Zielona Góra (koniec czerwca 1969). W połowie lipca Legioniści pojechali na kolejny turniej do Słupska, gdzie zremisowali 2-2 z Pogonią Szczecin, po czym wygrali 1-0 z Cieślikami Słupsk i 1-0 z Lechią Gdańsk. Ostatnim etapem był turniej w Lublinie. Wyniki Legii: 1-1 ze Stalą Mielec, 2-1 z Wisłą oraz 1-1 w pierwszym meczu z Lublinianką i 2-1 w meczu dodatkowym. Pozostałe wyniki Lublinianka - Stal 2-1, Wisła - Stal 2-2. Wśród piłkarzy, którzy wystąpili na turnieju w Lublinie, był między innymi Kazimierz Kmiecik z Wisły. |
| 1970 | Polonia Bytom         | 2. Metal Kluczbork 3. Motor Lublin 4. Lechia Gdańsk                   | Finałowy turniej odbył się w Kluczborku pod koniec lipca 1970 roku. Wyniki spotkań: Polonia-Metal 2-1, Lechia - Motor 2-0, Polonia - Lechia 1-0, Metal - Motor 1-1, Polonia - Motor 0-1, Metal - Lechia 1-0. Tabela turnieju: 1. Polonia Bytom - 4 (3-2) 2. Metal Kluczbork - 3 (3-3) 3. Motor Lublin - 3 (2-3) 4. Lechia Gdańsk - 2 (2-2) |
| 1971 | Motor Lublin          | 2. Metal Kluczbork 3. ŁKS Łódź 4. Warta Poznań                        | Finałowy turniej odbył się w Lublinie na stadionie Motoru w dniach 9-11 lipca 1971 roku. Wyniki spotkań: Motor - ŁKS 3-0, Metal - Warta 0-0, Motor - Warta 3-0, Metal - ŁKS 2-1, Motor - Metal 3-1, ŁKS - Warta 7-3. Tabela turnieju: 1. Motor Lublin - 6 (9-1) 2. Metal Kluczbork - 3 (3-4) 3. ŁKS Łódź - 2 (8-8) 4. Warta Poznań - 1 (3-10) |
| 1972 | Odra Opole            | 2. Stal Kraśnik 3. Hutnik Nowa Huta 4. Zawisza Bydgoszcz              | Finałowy turniej odbył się w Kraśniku. Odra pokonała wszystkich rywali - Stal Kraśnik 2-1, Hutnika Nowa Huta 3-1 i Zawiszę Bydgoszcz 4-0. Tabela turnieju: 1. Odra Opole - 6 (9-2) 2. Stal Kraśnik - 3 (5-5) 3. Hutnik Nowa Huta - 2 (6-8) 4. Zawisza Bydgoszcz - 1 (3-8) |
| 1973 | Górnik Wałbrzych      | 2. ŁKS Łódź 3. Chemik Kędzierzyn-Koźle 4. Ruch Chorzów                | Finałowy turniej odbył się pod koniec sierpnia 1973 roku w Wałbrzychu. Górnik wygrał dwa mecze (z Chemikiem 2-0, ŁKS 3-2) i zremisował z Ruchem 1-1. Pozostałe wyniki Ruch - ŁKS 3-1, Ruch - Chemik 1-2, Chemik - ŁKS 3-0 W drodze do finału Górnik najpierw wygrał mistrzostwa Dolnego Śląska, by pojechać na turniej półfinałowy w Szczecinku (początek lipca 1973). Wałbrzyszanie wygrali tam wszystkie trzy mecze: z Darzborzem Szczecinek 3-1, Zawiszą Bydgoszcz (w której grał Zbigniew Boniek) 2-1 oraz Włókniarzem Białystok 6-2. W składzie Górnika grali Włodzimierz Ciołek, Krzysztof Truszczyński |
| 1974 | Stomil Olsztyn        | 2. Szombierki Bytom 3. Wisła Kraków 4. Star Starachowice.             | Finałowy mecz miał miejsce 11 sierpnia 1974 w Warszawie, jako przedmecz finału Pucharu Polski Ruch Chorzów - Gwardia Warszawa. Juniorzy Stomilu pokonali 2-0 Szombierki. W turnieju 1/8 w Łodzi Stomilowcy zajęli pierwsze miejsce w fazie grupowej, wygrywając z Łodzianką Łódź 4-0, Gwardią Koszalin 3-0 i remisując 0-0 ze Stalą Mielec. W półfinale Stomil dwukrotnie wygrał ze Starem Starachowice - na wyjeździe 3:1, natomiast u siebie 2:0. W Stomilu grał między innymi Marek Szczech. |
| 1975 | Wisła Kraków          | 2. Warta Poznań 3. Zagłębie Wałbrzych 4. Zastal Zielona Góra          | W Wiśle grali tacy zawodnicy, jak Leszek Lipka, Krzysztof Budka, Michał Wróbel, Adam Nawałka czy Jan Jałocha, a trenował ją Lucjan Franczak. Jeden z turniejów ćwierćfinałowych miał miejsce w Krakowie pod koniec czerwca i na początku lipca 1975. Grały w nim: Wisła, Polonia Bytom, Unia Racibórz oraz Motor Lublin. Turniej ten wygrała z kompletem zwycięstw Wisła, a w trzech innych turniejach ćwierćfinałowych, zwycięzcami byli: Zastal Zielona Góra, Warta Poznań oraz Zagłębie Wałbrzych. W pierwszym meczu półfinałowym w Krakowie (3 sierpnia 1975), Wisła pokonała Zagłębie Wałbrzych 6-0, a w rewanżu, 10 sierpnia w Wałbrzychu, był remis 0-0. Finał miał miejsce 10 września 1975 w Chorzowie, przed pamiętnym meczem międzypaństwowym Polska - Holandia. W meczu tym padł remis 0-0, dlatego też konieczny był dodatkowy finał, który miał miejsce 14 września 1975 roku w Łodzi, przed pierwszoligowym spotkaniem ŁKS - Wisła. Krakowianie wygrali pewnie 4-1, po golach Pawlikowskiego, Nawałki, Lipki oraz Jałochy. Warta natomiast dotarła do finału, wygrywając turniej kwalifikacyjny, który miał miejsce na przełomie czerwca i lipca 1975 w Poznaniu. „Warciarze” pokonali w nim juniorów Bobrka Bytom oraz Gwardii Koszalin i zremisowali 0-0 ze Stalą Rzeszów, zajmując pierwsze miejsce. |
| 1976 | Wisła Kraków          | 2. Odra Opole 3. Motor Lublin 4. Szombierki Bytom                     | Finał odbył się w Krakowie 2 lipca 1976 roku, jako przedmecz spotkania towarzyskiego Olimpijska Reprezentacja Polski - Vojvodina Nowy Sad. Wisła pokonała Odrę Opole 5-1, po dwóch golach Targosza oraz po jednym Budki, Wróbla i Lipki z rzutu karnego. W Wiśle grali tacy gracze jak Adam Nawałka, Leszek Lipka, Andrzej Iwan, Michał Wróbel i Krzysztof Budka. W Odrze wystąpił Roman Wójcicki, który strzelił jedynego gola dla opolan. W dwumeczu półfinałowym Wiślacy grali z Motorem. W pierwszym meczu w Krakowie Wisła wygrała 5-0 (27 czerwca 1976), w rewanżu w Lublinie (29 czerwca) Motor wygrał 1-0. Zanim Wisła dotarła do półfinału, krakowianie wygrali turniej ćwierćfinałowy, który miał miejsce w Krakowie w połowie czerwca 1976 roku. Wiślacy pokonali wszystkich rywali - Stal Rzeszów, Szombierki Bytom oraz Radomiaka, który przegrał z późniejszym mistrzem aż 1-11. |
| 1977 | Polonia Warszawa      | 2. Śląsk Wrocław 3. Bałtyk Gdynia 4. Górnik Konin                     | W meczu finałowym rozegranym 3.07 (Niedziela) w Cieszynie, na stadionie KS Piast Cieszyn, Polonia Warszawa pod wodzą trenera Zbigniewa Szymczaka pokonała 1:0 (0-0) / 43' Kozakiewicz / Śląsk Wrocław. Kadra „Czarnych Koszul” w sezonie 1976/77 / Bramkarze / Wiesław Rutkowski, Marek Łęcki, Dariusz Góralczyk / Obrońcy / Grzegorz Miechowicz, Andrzej Szydłowski, Marek Zowsik, Andrzej Kozakiewicz, Ireneusz Gruca, Tomasz Redwan, Krzysztof Kuśmierz / Pomocnicy/Napastnicy / Krzysztof Węgier, Jan Pieciuk, Władysław Zwierzyński, Marcin Kobiela, Jarosław Pasterski, Andrzej Sieradzki, Dariusz Blira, Mirosław Kłos, Wojciech Adaszewski, Leszek Peda, Cezary Gil, Andrzej Wróblewski, Ryszard Kok / Kierownik Zespołu Gabriel Galiński. W drodze do tytułu mistrzowskiego „ Czarne Koszule „ w efektownym stylu wygrały w 14 zespołowej Warszawskiej Lidze Juniorów (20 zwycięstw 6 remisów 0 porażek - 46pkt) z 1pkt przewagi nad drugą w tabeli Agrykolą Wa-wa (16 bramek w tych rozgrywkach zdobył najlepszy strzelec zespołu Pasterski). Następnie w eliminacjach strefowych na stadionie Warszawianki Polonia pokonuje Błękitnych Raciąż 2:0 w rewanżu jedyna porażka w sezonie 0:2/1:2 po dg (gol Pasterskiego) dała awans do dalszych gier. W ćwierćfinałowym turnieju w Mławie drużyna „Czarnych Koszul” odniosła dwa zwycięstwa z Włókniarzem Białystok 1:0 i Mazurem Ełk 6-1. W półfinale, turniej w Gdyni, „Czarne Koszule” remisują 0:0 z gospodarzem Bałtykiem Gdynia, pokonują 2:0 Radomiaka Radom i także 2:0 Goplanię Inowrocław zdobywając awans do finału. W dwumeczu o trzecie miejsce w kraju Bałtyk Gdynia pokonał 2-0 Górnika Konin a w rewanżu padł remis 2-2. |
| 1978 | Polonia Bytom         | 2. Gwardia Warszawa 3. Śląsk Wrocław 4. Sandecja Nowy Sącz            | Jeden z turniejów 1/4 miał miejsce w lipcu 1978 r. w Nowym Sączu. Wystąpili: Gwardia Warszawa, Widzew Łódź, Star Starachowice i Sandecja. Gospodarze zajęli II miejsce i przegrali później ze Śląskiem Wrocław o brązowy medal. Drugi turniej odbył się w Elblągu. Wystąpiły w nim drużyny Olimpii Elbląg, Śląska Wrocław, Olimpii Poznań i Polonii Bytom. Mecz o mistrzostwo miał miejsce w niedzielę 30 lipca 1978 w Krakowie, przed spotkaniem Ekstraklasy Wisła - Ruch Chorzów. Bytomianie wygrali 3-1 (0-1), po golach Perlaka, Wiśniewskiego i Lewandowskiego. Gola dla Gwardii zdobył Jaskierski |
| 1979 | Śląsk Wrocław         | 2. Siarka Tarnobrzeg 3. Zawisza Bydgoszcz 4. Warta Poznań             | W finale Śląsk w Chorzowie pokonał 2-1 Siarkę Tarnobrzeg. Bramki dla Śląska zdobyli Pękala oraz Leśniarek, dla Siarki Osmola. W kadrze mistrza byli m.in. Waldemar Prusik oraz Ryszard Tarasiewicz. Kapitanem Siarki był Jacek Zieliński. Obaj finaliści musieli najpierw wygrać turnieje eliminacyjne, które odbyły się w lipcu 1979 roku w dwóch miastach. Jeden z tych turniejów miał miejsce w Łodzi, uczestniczyły w nim drużyny Śląska (1. miejsce), Zawiszy Bydgoszcz (2. miejsce), Wisły Kraków (3. miejsce) oraz gospodarzy, ŁKS, który był w turnieju tym ostatni. Drugi turniej odbył się w Poznaniu. Zwyciężyli go juniorzy Siarki, pokonując Wartę Poznań 2-0, remisując 2-2 z Unią Oświęcim oraz pokonując Mazovię Ciechanów 3-0. Finał miał miejsce 8 lipca na stadionie Ruchu Chorzów. |
| 1980 | Polonia Bydgoszcz     | 2. BKS Stal Bielsko-Biała 3. Śląsk Wrocław 4. Stal Stocznia Szczecin. | W finale w Toruniu (6 lipca 1980), Polonia pokonała BKS Stal Bielsko-Biała 2-0. Obie bramki strzelił Grzegorz Bogdziński. Jeden z dwóch turniejów półfinałowych miał miejsce w dniach 26 - 29 czerwca 1980 w Mielcu. Zagrały w nim następujące drużyny: Stal Mielec, Stal Bielsko-Biała, Stal Stocznia Szczecin oraz Drukarz Warszawa. Turniej ten wygrała Stal Bielsko-Biała, druga była Stal Stocznia Szczecin. Drugi turniej odbył się w Bydgoszczy, wygrała go Polonia, drugi był Śląsk Wrocław. Tak więc w finale Polonia grała z BKS Bielsko, a w dwumeczu o trzecie miejsce (6 i 9 lipca) grały drużyny Śląska i Stali Stocznia. |
| 1981 | Zawisza Bydgoszcz     | 2. Odra Opole 3. ŁKS Łódź 4. Legia Warszawa.                          | W finale w Grudziądzu (12 lipca 1981) Zawisza pokonał Odrę Opole 2-1 (2-0). Zanim do tego doszło, na początku lipca 1981 roku odbyły się dwa turnieje półfinałowe. Jeden z nich miał miejsce w Chorzowie, wygrała go drużyna Zawiszy, pokonując 6-0 Stal Rzeszów, 2-1 Łódzki KS oraz remisując 0-0 z Ruchem. Drugie miejsce w tym turnieju przypadło ŁKS, który pokonał Ruch 1-0 oraz zremisował 3-3 ze Stalą. Trzeci był Ruch, który pokonał rzeszowian 3-1, czwarta Stal. Drugi turniej miał miejsce w Opolu, wygrała go Odra, a drugie miejsce zajęła Legia. W meczu o trzecie miejsce Mistrzostw Polski ŁKS pokonał Legionistów po dogrywce 3-2 (1-1, 2-2). |
| 1982 | Wisła Kraków          | 2. Bałtyk Gdynia 3. Jagiellonia Białystok 4. Lech Poznań              | Finałowe turnieje z udziałem 8 drużyn miały miejsce w połowie lipca 1982 roku w dwóch miastach - jeden z nich w Krakowie, gdzie grały cztery kluby: Wisła Kraków, Jagiellonia Białystok, Stal Rzeszów oraz Łodzianka. Jagiellonia, z Jackiem Bayerem i Dariuszem Czykierem w grupie tej była druga, jej wyniki to 2-0 z Łodzianką, 3-1 ze Stalą oraz remis 0-0 z Wisłą. Krakowianie wygrali grupę dzięki dwóm zwycięstwom, w tym bardzo wysokiemu 5-0 nad Stalą, i awansowali do finału dzięki lepszemu bilansowi bramkowemu. W finale, który miał miejsce 1 sierpnia 1982 roku na stadionie Tarnovii w Tarnowie (widzów: 1000), Bałtyk przegrał z Wisłą 2-4. Bramki dla krakowian, których trenował Andrzej Turczyński, zdobyli Gorgoń, Marchewka, Bujak i Puchara, dla Bałtyku - Krauze i Romanowski. W meczu o trzecie miejsce pomiędzy Jagiellonią i Lechem było 1-1 i dopiero rzuty karne zdecydowały o zwycięstwie Jagiellonii. |
| 1983 | ŁKS Łódź              | 2. Wierzyca Starogard Gdański 3. Stal Rzeszów 4. Ruch Chorzów         | W zespole ŁKS grali tak znani gracze, jak Jacek Ziober, Jarosław Bako oraz Juliusz Kruszankin. Po drodze do srebrnego medalu, Wierzyca w ćwierćfinałowej grupie ograła Zawiszę Bydgoszcz (1-0 i 2-0) oraz Darzbór Szczecinek (5-0, 6-0). Opór stawili jej tylko piłkarze Pomorzanina Toruń. Dwie potyczki zakończyły się remisami - 0-0 i 1-1. W lipcu 1983 roku odbyły się dwa turnieje półfinałowe. W pierwszym, rozegranym w Starogardzie Gdańskim, grała Wierzyca, Śląsk Wrocław, Ruch Chorzów oraz Lech Poznań. Drugi turniej odbył się w Łodzi, grały w nim ŁKS, Stal Rzeszów, Wisła Kraków i Jagiellonia Białystok. Łódzki turniej wygrali gospodarze z kompletem zwycięstw, druga była Stal (3 pkt), następnie Wisła i Jagiellonia. W turnieju w Starogardzie, Wierzyca zremisowała z Ruchem Chorzów 2-2 (z Krzysztofem Warzychą w składzie), wygrała z Lechem Poznań 1-0 oraz ze Śląskiem Wrocław 3-1 (z Andrzejem Rudym w składzie). W dwumeczu finałowym dwukrotnie było 2-2, a w karnych wygrali łodzianie 5-3. Natomiast w składzie Stali Rzeszów, która w dwumeczu o trzecie miejsce pokonała Ruch (w Rzeszowie 4-0, w Chorzowie 2-0), grał Dariusz Marciniak. |
| 1984 | Ruch Chorzów          | 2. Polonia Bydgoszcz 3. Odra Opole 4. Widzew Łódź                     | W finałowym dwumeczu Ruch najpierw pokonał w Chorzowie Polonie 1-0 (sobota 18 sierpnia 1984, gol Grzegorza Wagnera), a w rewanżu w środę 22 sierpnia w Bydgoszczy padł remis 1-1 (prowadzenie dla Ruchu zdobył Fornalak, wyrównał Norkowski). W dwumeczu o trzecie miejsce, u siebie Odra przegrała 0-1 (gol dla Widzewa Dariusz Marciniak), ale w Łodzi opolanie wygrali 2-0 (22 sierpnia 1984). Czołowym zawodnikiem Ruchu był Dariusz Fornalak. Jeden z dwóch turniejów półfinałowych miał miejsce w połowie lipca 1984 w Opolu. Turniej ten wygrał chorzowski Ruch, druga była Odra, trzecia Korona Kielce, ostatnia natomiast była Stal Stalowa Wola. Drugi turniej miał miejsce w Bydgoszczy, Polonia okazała się lepsza od Widzewa różnicą bramek. |
| 1985 | Hutnik Kraków         | 2. Górnik Zabrze 3. Lech Poznań 4. Korona Kielce                      | W pierwszym spotkaniu finałowego dwumeczu, Hutnik wygrał w Nowej Hucie 4-1. W rewanżu w Zabrzu Górnik, w którego składzie grał Andrzej Orzeszek, wygrał, ale tylko 3-1. Finałowy dwumecz miał miejsce pod koniec lipca 1985 roku. Pierwszy mecz finałowy miał miejsce 27 lipca 1985 w Krakowie. Bramki dla Hutnika zdobyli Artur Tyrka (dwie), Waldemar Góra i Jacek Wojcik, dla Górnika gola strzelił Kiszka. W rewanżu, który odbył się w Zabrzu w środę, 31 lipca, bramki dla Górnika strzelili Marek Mika (dwie) oraz Maciej Oster, natomiast gola dla Hutnika strzelił Stanisław Kozik. W dwumeczu o trzecie miejsce Lech dwukrotnie pokonał Koronę Kielce - w Poznaniu 4-1, w Kielcach 3-1. W drodze do finału juniorzy Górnika wygrali turniej eliminacyjny w Warszawie, pokonując Poloneza Warszawa 2-1, Gryf Słupsk 2-1 oraz Koronę Kielce 2-1. |
| 1986 | Pogoń Szczecin        | 2. Zawisza Bydgoszcz 3. Stal Rzeszów 4. Agrykola Warszawa             | W pierwszym spotkaniu finałowego dwumeczu (27 lipca 1986), Pogoń przegrała w Bydgoszczy 0-1. W rewanżu w Szczecinie (3 sierpnia 1986, widzów 7 tysięcy), „Portowcy” wygrali 2-0. W Pogoni grali m.in. Jacek Cyzio i Dariusz Adamczuk, w Zawiszy Mirosław Rzepa (piłkarz). W dwumeczu o trzecie miejsce, rzeszowska Stal dwukrotnie zremisowała z Agrykolą - w Warszawie 1-1 i w Rzeszowie 0-0. W drodze do finału Pogoń wygrała turniej eliminacyjny w Szczecinie, pokonując 3-1 Moto-Jelcz Oława, 5-1 Borutę Zgierz oraz 3-2 rzeszowską Stal. |
| 1987 | Lech Poznań           | 2. Hutnik Warszawa 3. Wisła Kraków 4. Gwarek Zabrze.                  | W finałowym dwumeczu padły następujące rezultaty - 1-2 dla Lecha w Warszawie oraz 1-1 w Poznaniu. W dwumeczu o trzecie miejsce Wisła wygrała w Krakowie 4-0 (1987.07.29) oraz w Zabrzu 2-1 (1987.08.05). Jeden z dwóch turniejów eliminacyjnych miał miejsce w Warszawie w drugiej połowie lipca 1987. Turniej ten wygrał Hutnik, druga była Wisła, następnie Zagłębie Lubin i Włókniarz Pabianice. Wśród zawodników Wisły byli Dariusz Marzec i Marcin Jałocha. |
| 1988 | Jagiellonia Białystok | 2. Gwarek Zabrze 3. Hutnik Kraków 4. MKP Pogoń Siedlce.               | W turnieju półfinałowym, rozgrywanym w Białymstoku, przyszli mistrzowie pokonali 3-1 Śląsk Wrocław oraz 5-1 Hutnik Kraków, przegrywając 2-3 ze Stoczniowcem Gdańsk. W finale (połowa lipca 1988) Jagiellonia zmierzyła się z Gwarkiem Zabrze, dwukrotnie wygrywając po 1-0. |
| 1989 | Górnik Zabrze         | 2. Olimpia Elbląg 3. Radomiak Radom 4. Drukarz Warszawa.              | Pierwszy turniej półfinałowy, rozgrywany był w lipcu 1989 roku Warszawie, grali: Olimpia Elbląg, Hutnik Kraków, Drukarz Warszawa, Zagłębie Lubin; wygrała go Olimpia (1-0 z Drukarzem, 2-1 z Zagłębiem, 2-2 z Hutnikiem). Drugi turniej rozgrywany był w Radomiu i Pionkach, wygrał go Górnik, drugi był Radomiak, a na kolejnych miejscach uplasowali się Chemik Police oraz Wisła Płock. W finale-dwumeczu, w Zabrzu lepszy był Górnik (5-0), natomiast w Elblągu Olimpia przegrała 4-6. W dwumeczu o trzecie miejsce Radomiak pokonał u siebie Drukarza 1-0, w Warszawie natomiast był remis 1-1. |
| 1990 | Cracovia              | 2. Lechia Gdańsk 3. Zagłębie Lubin 4. Gwarek Zabrze                   | W finałowym dwumeczu Cracovia pokonała dwukrotnie Lechię Gdańsk. W Krakowie 8 lipca było 1-0, w Gdańsku 13 lipca 2-1. Po drodze do finału Cracovia wygrała turniej ćwierćfinałowy w Krakowie, pokonując Chemik Police 1-0, ŁKS Łódź 4-1 oraz Zagłębie Lubin 4-2. Czołowym graczem Cracovii był Tomasz Rząsa, oprócz niego grał m.in. Arkadiusz Kubik. Trenerami Cracovii byli Janusz Sputo oraz Andrzej Bahr. Mecze o III. miejsce: Gwarek Zabrze - Zagłębie Lubin 2-2, 0-3. Turnieje półfinałowe: Kraków: 1. Cracovia (6 pkt., bramki 9-3); 2. Zagłębie Lubin (3, 4-4); 3. ŁKS Łódź (2, 4-8); 4. Chemik Police (1, 2-4) Olsztyn: 1. Lechia Gdańsk (5, 2-0); 2. Gwarek Zabrze (3, 5-2); 3. Warmia Olsztyn (3, 5-3); 4. Start-Pogoń Siedlce (1, 1-8) |
| 1991 | Cracovia              | 2. Polonia Warszawa 3. Lechia Gdańsk 4. Pogoń Szczecin                | W finałowym dwumeczu Cracovia pokonała w Krakowie Polonię Warszawa 2-1 (14 lipca 1991), w rewanżu w Warszawie był remis 1-1 (18 lipca). Po drodze do finału Cracovia wygrała turniej ćwierćfinałowy w Zabrzu, pokonując Lechię Gdańsk 5-1, Górnika Zabrze 1-0 oraz Piasta Nowa Ruda 3-1. W meczach o III. miejsce: Lechia Gdańsk - Pogoń Szczecin 2-2,2-0 Turnieje półfinałowe: Zabrze: 1.Cracovia 6:0 9-2 2.Lechia Gdańsk 4:2 5-7 3.Górnik Zabrze 2:4 5-4 4.Piast Nowa Ruda 0:6 3-9 Warszawa: 1.Polonia Warszawa 6:0 12-3 2.Pogoń Szczecin 4:2 8-4 3.Stal Stalowa Wola 2:4 4-10 4.Wisła Płock 0:6 2-9 |
| 1992 | Jagiellonia Białystok | 2. Orzeł Łódź 3. Lech Poznań 4. Hutnik Kraków                         | W finałowym dwumeczu Jagiellonia pokonała Orła Łódź 4-0 oraz 6-3. Wcześniej przyszli mistrzowie wygrali turniej półfinałowy w Białymstoku, pokonując 2-1 Lubliniankę, 5-1 Ruch Chorzów oraz remisując 0-0 z Hutnikiem Kraków. W drużynie Jagiellonii grali tacy piłkarze, jak Marek Citko, Tomasz Frankowski, Daniel Bogusz i Mariusz Piekarski. W meczach o III miejsce : Hutnik Kraków - Lech Poznań 0-2,1-3 Turnieje półfinałowe: Białystok: 1.Jagiellonia 5:1 7-2 2.Hutnik Kraków 4:2 5-3 3.Lublinianka 2:4 5-6 4.Ruch Chorzów 1:5 2-8 Łódź: 1.Orzeł Łódź 4:2 7-4 2.Lech Poznań 4:2 9-5 3.Zawisza Bydgoszcz 2:4 4-6 4.Zagłębie Lubin 2:4 3-8 |
| 1993 | Hutnik Kraków         | 2. Lechia Gdańsk 3. Jagiellonia Białystok 4. Odra Opole               | Trzecie miejsce zajęła Jagiellonia Białystok, która zremisowała u siebie z Odrą Opole 1-1 oraz wygrała w Opolu 4-3. W spotkaniach finałowych: Lechia Gdańsk - Hutnik Kraków 1-3,3-2. W drużynie Lechii grali przyszli reprezentanci Polski - Grzegorz Szamotulski i Marcin Mięciel. W Hutniku grali natomiast Michał Stolarz i Łukasz Sosin. W drodze po mistrzowski tytuł, zawodnicy Hutnika najpierw wygrali we wspaniałym stylu krakowską klasę międzyokręgową juniorów, gdzie w trakcie całego sezonu przegrali tylko jeden mecz, z Cracovią. Następnym krokiem były mistrzostwa makroregionu, w których Hutnik dwukrotnie pokonał Stal Mielec, 2-0 u siebie i 1-0 w Mielcu, po golu Wojciecha Rajtara. W turnieju półfinałowym rozegranym na obiektach Hutnika podopieczni trenera Kmity rozgromili Sygnał Lublin 7-0 po bramkach Kapusty (2), Ziółkowskiego (2), Rajtara (2) i Macieja Stolarza. Następnie hutnicy zremisowali z Lechem Poznań 1-1. Gole zdobyli Ziółkowski w 21 minucie po podaniu Kapusty dla Hutnika i T.Bekas w 64 minucie dla Lecha. W ostatnim meczu gospodarze zremisowali z Odrą Opole 0-0. Dzięki najlepszej różnicy bramek Hutnik wygrał grupę półfinałową i awansował do finału. W drugim półfinale rozgrywanym w Gdańsku zwyciężyła miejscowa Lechia, przed Jagiellonią Białystok, Śląskiem Wrocław i Orłem Łódź. Pierwszy mecz finałowy rozegrano w niedzielę 4 lipca 1993 na boisku w Gdańsku. Hutnik wygrał 3-1, po golach Kusia, Sosina i Stolarza. W rewanżu, trzy dni później w Krakowie, Lechia wygrała 3-2. Trzon mistrzowskiej drużyny Hutnika, prowadzonej przez trenera Kmitę, stanowili: bramkarze – Marcin Latos, Piotr Pacyga, Jacek Sajnóg, obrońcy – Robert Ziółkowski, Tomasz Janusz, Mariusz Piwowar, Artur Kędziak, Andrzej Ślazyk, Łukasz Sosin, Bernard Łach, Michał Dębowski, pomocnicy – Wojciech Rajtar, Wojciech Gruchała, Tomasz Bernas, Tomasz Duniec, Michał Stolarz, Krzysztof Kusia, Grzegorz Satoła II, Robert Trepka, napastnicy – Paweł Kapusta, Rafał Kwieciński, Marek Milczanowski, Maciej Stolarz, Łukasz Stachurski i Jerzy Michniak. Trenerowi Kmicie w pracy pomagali dwaj kierownicy drużyny Adam Piwowar i Tadeusz Gładysz. Turnieje półfinałowe: Kraków: 1.Hutnik Kraków 4:2 8-1 2.Odra Opole 4:2 5-0 3.Lech Poznań 4:2 7-3 4.Sygnał Lublin 0:6 2-18 Gdańsk: 1.Lechia Gdańsk 5:1 5-3 2.Jagiellonia 4:2 7-3 3.Śląsk Wrocław 3:3 7-4 4.Orzeł Łódź 0:6 2-11 |
| 1994 | Hutnik Kraków         | 2. Gwarek Zabrze 3. Lech Poznań 4. Jagiellonia Białystok              | W spotkaniach finałowych Hutnik Kraków dwukrotnie pokonał Gwarka Zabrze 2-0 w Zabrzu i 4-1 u siebie. W drużynie Gwarka występował Marcin Kuźba. W spotkaniach o III. miejsce: Lech Poznań - Jagiellonia Białystok 3-0,1-0 Turnieje półfinałowe: Gdańsk: 1.Gwarek Zabrze 2.Lech Poznań 3.Zagłębie Lubin 4.Polonia Gdańsk Białystok: 1.Hutnik Kraków 2.Jagiellonia Białystok 3.Lublinianka 4.Orzeł Łódź |
| 1995 | Lech Poznań           | 2. Widzew Łódź 3. GKS Katowice 4. Siarka Tarnobrzeg                   | W pierwszym finałowym spotkaniu w Poznaniu łodzianie przegrali 1:2 (1:1). Prowadzenie dla widzewiaków, już w 2 min. uzyskał Szczęsny, ale po strzałach Szuby (23 min.) i Zieniuka (62 min.) gospodarze rozstrzygnęli mecz na swą korzyść. Spotkanie rewanżowe miało dramatyczny przebieg. Do przerwy lepszy był Widzew, prowadząc 2:0 po strzałach Milczarka (22 min.) i Similaka (24 min.). W drugiej części łodzianie opadli z sił i Lech zdołał doprowadzić do remisu 2:2, zdobywając bramki ze strzałów Matuszczaka (35 min). i Wichniarka (61 min.). W drużynie Lecha występował Artur Wichniarek, a w Widzewie Mirosław Szymkowiak. W pierwszym turnieju półfinałowym, który odbył się na boisku w Pabianicach widzewiacy zajęli pierwsze miejsce wygrywając ze Stalą Mielec i Stomilem Olsztyn oraz remisując w ostatnim meczu z Siarką Tarnobrzeg 1:1. W spotkaniach o III miejsce: GKS Katowice - Siarka Tarnobrzeg 2-0, 2-3. W drużynie z Tarnobrzega występował Mariusz Kukiełka. Turnieje półfinałowe: Łódź,Pabianice: 1.Widzew Łódź-7 2.Siarka Tarnobrzeg-5 3.Stal Rzeszów-3 4.Stomil Olsztyn-1 Katowice,Sosnowiec: 1.Lech Poznań-7 2.GKS Katowice-6 3.Śląsk Wrocław-2 4.Lechia Gdańsk-1 |
| 1996 | Wisła Kraków          | 2. Zagłębie Lubin 3. MOSP Białystok 4. Stal Stalowa Wola              | Trzecie miejsce zajęła MOSP Białystok, która dwukrotnie pokonała Stal Stalową Wolę 2-1 oraz 6-0. W finałowym dwumeczu Wisła najpierw pokonała Zagłębie w Lubinie 2-0 (2 lipca 1996, bramki dla Wisły Łukasz Skrzyński i Rafał Wójcik), by w rewanżu w Krakowie (7 lipca) przegrać 1-2 (gol dla Wisły Rafał Wójcik). Po drodze do finału, pod koniec czerwca Wisła wygrała turniej półfinałowy, w którym grały także Stal Stalowa Wola, Zawisza Bydgoszcz i ŁKS Łódź. Dalsze miejsca zajęły: 5-6. Górnik Zabrze, Zawisza Bydgoszcz 7-8. ŁKS Łódź, Pogoń Szczecin. Trenerem Wisły był Wojciech Stawowy, a grali w niej m.in. tacy zawodnicy, jak Łukasz Skrzyński, Paweł Nowak, Łukasz Surma oraz Dariusz Łatka. |
| 1997 | Wisła Kraków          | 2. Korona Kielce 3. Widzew Łódź 4. Lechia Gdańsk                      | W finałowym dwumeczu (2 oraz 6 lipca 1997) Wisła najpierw wygrała 4-1, by potem zremisować 1-1. W dwumeczu o trzecie miejsce minimalnie lepszy był Widzew, po dwóch remisach (2-2 oraz 3-3). Dalsze miejsca zajęły: 5-6. Śląsk Wrocław,Ruch Chorzów 7-8. Arkonia Szczecin,Polonia Warszawa. Trenerem Wisły był Wojciech Stawowy. |
| 1998 | Odra Wodzisław Śląski | 2. Lech Poznań 3. Wisła Kraków 4. Górnik Wałbrzych                    | Dalsze miejsca zajęły: 5-6. Śląsk Wrocław, Zawisza Bydgoszcz 7-8. Lublinianka, ŁKS Łódź. W jednym z turniejów eliminacyjnych grały następujące drużyny: Odra Wodzisław, Wisła Kraków, Lublinianka i Zawisza Bydgoszcz. Turniej ten wygrała Odra, która w dwumeczu o mistrzostwo pokonała Lecha Poznań. W dwumeczu o trzecie miejsce Wisła dwukrotnie pokonała Górników z Wałbrzycha - w Skawinie na boisku Skawinki było 6-4, a w rewanżu w Wałbrzychu krakowianie wygrali 2-1. |
| 1999 | ŁKS Łódź              | 2. Gwarek Zabrze 3. Siarka Tarnobrzeg 4. Zawisza Bydgoszcz            | W finałowym dwumeczu ŁKS (z Łukaszem Madejem) zremisował z Gwarkiem 2-2 na wyjeździe i wygrał 4:3 u siebie (11 lipca 1999). Dalsze miejsca zajęły: 5-6. Polonia Warszawa,Wisła Kraków 7-8. Lech Poznań,Parasol Wrocław. |
| 2000 | Wisła Kraków          | 2. Polonia Warszawa 3. Lechia Gdańsk 4. Wisła Płock                   | Dalsze miejsca zajęły: 5-6. Odra Opole,Pogoń Szczecin 7-8. Motor Lublin,Parasol Wrocław. Trenerem Wisły był Dariusz Wójtowicz, a grali w niej m.in. Piotr Brożek, Paweł Brożek, Paweł Strąk, Tomasz Wisio, Kamil Kuzera, Dariusz Zawadzki. W ćwierćfinale mistrzostw Polski przeciwnikiem krakowskiego klubu była Stal Rzeszów. Pierwsze spotkanie, które odbyło się w Krakowie wygrała Wisła 5:1. W rewanżowym spotkaniu wygrała Stal 4:2, ale to Wisła wywalczyła awans do półfinałowego turnieju mistrzostw Polski. Pierwszy meczu turnieju z Pogonią Szczecin, Wisła wygrała 4:1. Kolejny mecz z Wisłą/Petro Płock zakończył się zwycięstwem krakowian 5:1. W ostatnim meczu półfinałowego turnieju, juniorzy Wisły pokonali LKP Lublin 2:1. Przeciwnikiem Wisły w finale mistrzostw Polski juniorów była Polonia Warszawa. W pierwszym meczu, którego gospodarzem była Polonia, padł wynik 1:3. Rewanżowy mecz drużyna juniorów Wisły wygrała w Krakowie 1:0. |
| 2001 | LSMP Zielona Góra     | 2. Górnik Zabrze 3. Polonia Warszawa 4. Górnik Wałbrzych              | Finałowy turniej odbył się w lipcu 2001 w Wałbrzychu. Brały w nim udział 4 drużyny. Mistrzowie wygrali wszystkie mecze - 4-2 z Górnikiem Zabrze, 1-0 z Górnikiem Wałbrzych oraz 2-1 z Polonią Warszawa. |
| 2002 | Amica Wronki          | 2. ŁKS Łódź 3. GKS Katowice 4. Górnik Łęczna                          | W finałowym turnieju w lipcu 2002 w Gdyni uczestniczyły 4 drużyny. Amica pokonała Łęczną 6-2 oraz ŁKS 3-1, po czym zremisowała 1-1 z GKS. ŁKS pokonał GKS Katowice 5:1 i Górnika Łęczna 6:1. Trenerem Amicy był Maciej Skorża, a w drużynie z Wronek grali tacy piłkarze, jak Dariusz Dudka i Marcin Burkhardt, natomiast w GKS Katowice grał Grzegorz Fonfara. |
| 2003 | Gwarek Zabrze         | 2. Amica Wronki 3. UKS SMS Łódź 4. Wisła Płock                        | Turniej finałowy miał miejsce w lipcu 2003 w Łodzi (jego gospodarzem był UKS SMS), grały w nim cztery drużyny. Mistrzowie z Zabrza wygrali wszystkie mecze - 2-1 z Amicą, 4-3 z Wisłą oraz 3-2 z SMS Łódź. Gospodarze, UKS SMS Łódź, wygrali z Wisłą Płock 4-2 oraz przegrali z Amiką Wronki 3-4 i z Gwarkiem Zabrze 2-3. |
| 2004 | Jagiellonia Białystok | 2. Gwarek Zabrze 3. Górnik Łęczna 4. Lechia Zielona Góra              | Mistrzowie, czyli młodzi piłkarze Jagiellonii, wygrali wszystkie mecze - 3-1 z Gwarkiem, 1-0 z Górnikiem oraz 2-1 z Lechią. Turniej miał miejsce w połowie lipca 2004. Rozegrano go w Ostrowcu Świętokrzyskim. Pozostałe wyniki turnieju: Górnik-Lechia 3-2, Gwarek-Lechia 2-2 k.13-12, Gwarek-Górnik 1-0. Tabela turnieju: 1. Jagiellonia Białystok-9 6-2 2. Gwarek Zabrze-4 4-5 3. Górnik Łęczna-3 3-4 4. Lechia Zielona Góra-1 5-7 Królem strzelców finałów został z 5. golami M.Dworzańczyk z Jagiellonii. 1/2 finału: Gwarek Zabrze - ŁKS Łódź 2-0,3-0 Pogoń Szczecin - Lechia Zielona Góra 1-2,1-2 Korona Kielce - Jagiellonia Białystok 1-2,1-1 Polonia/Olimpia Elbląg - Górnik Łęczna 1-2,0-4 1/4 finału: Gwarek Zabrze - Wisła Kraków 3-0w.o.,1-2 Jagiellonia Białystok - Stal Rzeszów 1-0,2-3 ŁKS Łódź - Zawisza Bydgoszcz 5-2,5-0 Gryf Wejherowo - Polonia/Olimpia Elbląg 0-4,0-1 BTP Brzeg - Korona Kielce 1-3,3-3 Lechia Zielona Góra - Zagłębie Lubin 1-2,3-0w.o. Pogoń Siedlce - Górnik Łęczna 0-4,1-0 Pogoń Szczecin - Lech Poznań 2-0,0-2k.8-7 |
| 2005 | UKS SMS Łódź          | 2. Polonia Warszawa 3. Górnik Łęczna 4. Wisła Kraków                  | Finałowy turniej odbył się w lipcu 2005 w Siemiatyczach. Przyszli mistrzowie z Łodzi, aby tam się dostać, pokonali Zawiszę Bydgoszcz 3-2 oraz 3-0. W turnieju wzięły udział 4 drużyny. UKS SMS Łódź wygrał 2-0 z Polonią Warszawa oraz 4-2 z Górnikiem Łęczna i zremisował 1-1 z Wisłą Kraków. Pozostałe wyniki turnieju: Polonia -Górnik 1-0 Wisła - Górnik 1-2 Wisła - Polonia 0-0 Tabela turnieju: 1. UKS SMS Łodź - 7 7-3 2. Polonia Warszawa - 4 1-2 3. Górnik Łęczna - 3 4-6 4. Wisła Kraków - 2 2-3 Królem strzelców turnieju został z 3. trafieniami Gląba z UKS SMS Łódź 1/2 finału: Wisła Kraków - TOR Dobrzeń Wielki 2-0,1-1 Dyskobolia Grodzisk Wlkp. - Polonia Warszawa 1-2,3-3 Zagłębie Lubin - Górnik Łęczna 1:1,1:1 p.d. k.3-4 UKS SMS Łódź - Zawisza Bydgoszcz 3-0,3-2 1/4 finału: Jagiellonia Białystok - Dyskobolia Grodzisk Wlkp. 0-2,1-3 Polonia Warszawa - Lechia Gdańsk 8-1,1-1 Korona Kielce - Zagłębie Lubin 1-0,0-2 Górnik Łęczna - Naki Olsztyn 1-0,3-0 Igloopol Dębica - Wisła Kraków 3-1,2-6 TOR Dobrzeń Wielki - Promień Żary 1-2,3-0 KP Police - UKS SMS Łódź 0-4,2-5 Zawisza Bydgoszcz - Gwarek Zabrze 1-1,2-2 |
| 2006 | Gwarek Zabrze         | 2. Tomasovia Tomaszów Lub. 3. Stal Mielec 4. Piast Białystok          | Finałowy turniej miał miejsce w lipcu 2006 w Ostrowcu Świętokrzyskim. Brały w nim udział cztery drużyny. Gwarek Zabrze pokonał Tomasovię Tomaszów Lub. 2-0 oraz Stal Mielec 4-1 i zremisował 1-1 z Piastem Białystok. Pozostałe wyniki turnieju: Piast - Tomasovia 3-3 Tomasovia - Stal 2-0 Stal - Piast 1-0 Tabela turnieju: 1. Gwarek Zabrze - 7 (7-2) 2. Tomasovia Tomaszów Lub. - 5 (5-5) 3. Stal Mielec - 3 (2-6) 4. Piast Białystok - 2 (4-5) Najlepszymi strzelcami turnieju zostali z 3. trafieniami: Klimowicz z Piasta i Gozdek z Tomasovii 1/2 finału: Dyskobolia Grodzisk Wlkp. - Stal Mielec 3-2,1-2 Polonia Warszawa - Piast Białystok 0-0,1-3 Tomasovia Tomaszów Lub. - Stal Szczecin 6-0,0-1 Gwarek Zabrze - Korona Kielce 8-1,0-2 1/4 finału: UKS SMS Łódź - Dyskobolia Grodzisk Wlkp. 2-3,0-4 Stal Mielec - Wisła Kraków 2-0,2-1 Zagłębie Lubin - Stal Szczecin 1-3,1-2 Pomezania Malbork - Polonia Warszawa 1-2,1-0 Piast Białystok - Polonia Słubice 2-3,3-0 Tomasovia Tomaszów Lub. - OKS 1945 Olsztyn 7-0,2-1 Zawisza Bydgoszcz - Korona Kielce 0-2,1-2 Odra Opole - Gwarek Zabrze 2-4,0-4 |
| 2007 | Amica Wronki          | 2. Stal Mielec 3. UKS SMS Łódź 4. Zagłębie Lubin                      | W turnieju finałowym w lipcu 2007 w Toruniu grały 4 drużyny. Mistrzowie z Wronek pokonali Stal 3-1, Zagłębie 4-0 oraz zremisowali 1-1 z SMS. Pozostałe wyniki turnieju: Zagłębie - UKS SMS 2-3 Stal - Zagłębie 1-0 Stal - UKS SMS 3-1 Tabela turnieju: 1. Amica Wronki - 7 (8-2) 2. Stal Mielec - 6 (5-4) 3. UKS SMS Łódź - 4 (5-6) 4. Zagłębie Lubin - 0 (2-8) Królem strzelców turnieju został z 4. golami Kononowicz z Amiki. 1/2 finału: UKS SMS Łódź - Hetman Białystok 0-1,2-0 Zagłębie Lubin - Hutnik Kraków 1-1,1-0 Stal Szczecin - Amica Wronki 1-3,1-3 Stal Mielec - Wisła Płock 1-0,1-0 1/4 finału: Hetman Białystok - Koksownik Zdzieszowice 0-0,3-0 Hutnik Kraków - Lechia Gdańsk 1-0,3-2 Stal Szczecin - Zawisza Bydgoszcz 4-1,2-4 Gwarek Zabrze - Stal Mielec 1-3,1-2 Wisła Płock - AZS Podlasie Biała Podlaska 3-0,3-0 KSZO Ostrowiec Św. - Amica Wronki 0-4,0-4 Jeziorak Iława - UKS SMS Łódź 1-4,0-7 UKP Zielona Góra - Zagłębie Lubin 0-3,0-2 |
| 2008 | Korona Kielce         | 2. Polonia Warszawa 3. Pogoń Szczecin 4. Ceramika Opoczno             | W turnieju finałowym rozegranym w dn. 09-13.07. 2008. w Boguchwale i Krasnem grały 4 drużyny. Mistrzowie, Korona Kielce pokonali Polonię Warszawa 2-0, zremisowali z Pogonią Szczecin 2-2 oraz zwyciężyli Ceramikę Opoczno 2-0. Pozostałe wyniki turnieju: Pogoń - Ceramika 0-0 Polonia - Ceramika 3-0 Pogoń - Polonia 1-1 Tabela turnieju: 1. Korona Kielce - 7 (6-2) 2. Polonia Warszawa - 4 (4-3) 3. Pogoń Szczecin - 3 (3-3) 4. Ceramika Opoczno - 1 (0-5) Królem strzelców turnieju został z 4. golami Piotr Gawęcki z Korony. 1/2 finału : Korona Kielce - Lechia Zielona Góra 4-1,0-2 Arka Gdynia - Pogoń Szczecin 1-1,1-2p.d. Zawisza Bydgoszcz - Ceramika Opoczno 1-1,1-2 Polonia Warszawa - Amica Wronki 2-0,0-1 1/4 finału : Gwarek Zabrze - Pogoń Szczecin 2-2,1-2 Cracovia - Korona Kielce 3-2,0-2 Lechia Z. Góra - Górnik Łęczna 4-1,3-2 Polonia Warszawa - Jagiellonia Białystok 2-1,3-1 Ceramika Opoczno - Stal Mielec 1-0,1-2 Arka Gdynia - Rodło Opole 2-1,1-1 Zawisza Bydgoszcz - Zagłębie Lubin 2-0,1-1 Amica Wronki - Olimpia Elbląg 2-1,3-4 |
| 2009 | Zagłębie Lubin        | 2. Lech Poznań 3. Arka Gdynia 4. Gwarek Zabrze                        | W turnieju finałowym w lipcu 2009 w Iławie i Suszu, lubinianie wygrali wszystkie mecze: z Lechem 2-1, z Arką 5-2 oraz z Gwarkiem 1-0. Pozostałe wyniki turnieju: Gwarek - Arka 1-2, Lech - Gwarek 2-0 i Lech - Arka 2-2 (karne 8-7). Tabela turnieju: 1. Zagłębie Lubin - 9 (8-3) 2. Lech Poznań - 4 (6-5) 3. Arka Gdynia - 4 (6-8) 4. Gwarek Zabrze - 0 (1-5) |
| 2010 | Zagłębie Lubin        | 2. Lech Poznań 3. Stal Rzeszów 4. Korona Kielce                       | W turnieju finałowym w lipcu 2010 roku we Włocławku, lubinianie zremisowali z Lechem 1-1 (w karnych 6-5) i wygrali ze Stalą 4-3 oraz z Koroną 5-0. Pozostałe wyniki turnieju: Stal - Korona 4-0, Lech - Stal 3-1 i Lech - Korona 1-0. Tabela turnieju: 1. Zagłębie Lubin - 7 (10-4) 2. Lech Poznań - 7 (5-2) 3. Stal Rzeszów - 3 (8-7) 4. Korona Kielce - 0 (0-10) |
| 2011 | Jagiellonia Białystok | 2. Górnik Zabrze 3. Bałtyk Koszalin 4. Zagłębie Lubin                 | Turniej finałowy miał miejsce na początku lipca 2011 w Ożarowie oraz Sandomierzu. Jagiellonia zgromadziła siedem punktów (2-0 z Bałtykiem Koszalin, 2-1 z Zagłębiem oraz remis 1-1 z Górnikiem - w karnych było 5-4 dla zabrzan). Wicemistrz Polski, Górnik, wygrał 6-0 z Bałtykiem, zremisował 1-1 z Jagiellonią oraz przegrał 1-3 z Zagłębiem. W meczu Zagłębie - Bałtyk zwyciężyli koszalinianie 2-0. Tabela turnieju: 1. Jagiellonia Białystok - 7 (5-2) 2. Górnik Zabrze - 4 (8-4) 3. Bałtyk Koszalin - 3 (2-8) 4. Zagłębie Lubin - 3 (4-5) |
| 2012 | Arka Gdynia           | 2. Lech Poznań 3. Pogoń Szczecin 4. Zagłębie Lubin                    | Turniej finałowy Gdynia - 4-8 lipca. W meczach eliminacyjnych do tego turnieju padły następujące wyniki. Pierwsza faza eliminacji: Wisła Kraków - GÓRNIK ZABRZE 1:2 (pierwszy mecz 2:3) UKP Zielona Góra - STAL MIELEC 1:2 (0:0) Korona Kielce - LECH POZNAŃ 1:4 (2:2) POGOŃ SZCZECIN - Junior Ursynów 7:0 (5:2) JAGIELLONIA BIAŁYSTOK - MKS Kluczbork 3:1 (1:0) AP ŁKS ŁÓDŹ - Olimpia Grudziądz 2:2 (1:0) Olimpia 2004 Elbląg - ZAGŁĘBIE LUBIN 0:2 (1:2). Druga faza eliminacji: Jagiellonia Białystok - POGOŃ SZCZECIN 0:2 (pierwszy mecz 0:1), LECH POZNAŃ - Stal Mielec 2:1 (3:0), ZAGŁĘBIE LUBIN - AP ŁKS Łódź 10:1 (3:0), ARKA Gdynia - Górnik Zabrze 3:1 (1:1). W turnieju finałowym zagrały Arka Gdynia, Pogoń Szczecin, Lech Poznań i Zagłębie Lubin. Arkowcy wygrali po 1-0 z Lechem oraz Zagłębiem, remisując w ostatnim meczu 1-1 z Pogonią. Tabela turnieju: 1. Arka Gdynia - 7 (3-1) 2. Lech Poznań - 6 (7-3) 3. Pogoń Szczecin - 3 (5-6) 4. Zagłębie Lubin - 0 (0-6) |
| 2013 | Legia Warszawa        | 2. Arka Gdynia 3. Cracovia 4. UKS Ruch Chorzów                        | Turniej finałowy miał miejsce w drugiej połowie czerwca 2013 w Grudziądzu, Świeciu i Nowem. Zagrali w nim zwycięzcy czterech regionalnych grup Centralnej Ligi Juniorów. W pierwszej kolejce padły następujące wyniki: Legia - Arka 5-2, Cracovia - Ruch 5-1. W drugiej kolejce Legia zremisowała z Cracovią 1-1, a Arka zremisowała z Ruchem 2-2. W trzeciej, ostatniej kolejce Legia pokonała Ruch 2-1, Arka natomiast zwyciężyła Cracovię 5-1. W Cracovii grali tacy gracze, jak Bartosz Kapustka, Paweł Jaroszyński i Mateusz Wdowiak. W Legii grał Jakub Arak. Tabela turnieju: 1. Legia Warszawa - 7 (8-4) 2. Arka Gdynia - 4 (9-8) 3. Cracovia - 4 (7-7) 4. UKS Ruch Chorzów - 1 (4-9) |
| 2014 | Wisła Kraków          | 2. Cracovia 3-4. Lech Poznań 3-4. Pogoń Szczecin                      | Po raz pierwszy rywalizacja odbyła się w formule centralnej ligi juniorów. Do szczebla pucharowego zakwalifikowało się osiem drużyn, rywalizujących za zasadzie mecz i rewanż. W ćwierćfinałach Zagłębie Lubin uległo Wiśle Kraków 0:2 i 1:3, Cracovia pokonała Ruch Chorzów 2:1 i 2:0, Legia Warszawa zremisowała z Lechem Poznań 2:2, ale w rewanżu przegrała 0:3, a Pogoń Szczecin wygrało u siebie z GKS Bełchatów 2:1, by na wyjeździe przegrać w takim samym stosunku i awansować po zdobyciu gola w dogrywce. W półfinałach trium święciły oba zespoły z Krakowa. Wisła wygrała z Lechem 5:1 i zremisowała w rewanżu 1:1, a Cracovia wprawdzie przegrała z Pogonią u siebie 3:5, ale w meczu wyjazdowym wygrała 5:3 i awansowała rzutami karnymi (5:3). Oba mecze finałowe rozegrano w Krakowie. W pierwszym Wisła wygrała 2:1, a rewanż miał bardzo jednostronny przebieg, bowiem po dwóch czerwonych kartkach (w tym jednej dla bramkarza) Cracovia kończyła spotkanie w 9-osobowym składzie i uległa aż 0:10. |
| 2015 | Legia Warszawa        | 2. Lech Poznań 3-4. Polonia Warszawa 3-4. Górnik Zabrze               | Do szczebla pucharowego zakwalifikowały się cztery najlepsze drużyny obu grup Centralnej Ligi Juniorów, rywalizujące na zasadzie mecz i rewanż. Półfinały (6 czerwca 2015): Polonia Warszawa - Lech Poznań 1-0, Górnik Zabrze - Legia Warszawa 1-1, rewanże (10 czerwca 2015): Lech Poznań - Polonia Warszawa 1-0 (karne 4-2), Legia Warszawa - Górnik Zabrze 2-0. Dwumecz finałowy: Legia Warszawa - Lech Poznań 3-0 (17 czerwca 2015), Lech Poznań - Legia Warszawa 2-3 (20 czerwca 2015). Zwycięzca zagrał w Lidze Młodzieżowej UEFA. |
| 2016 | Legia Warszawa        | 2. Pogoń Szczecin 3-4. Lech Poznań 3-4. Jagiellonia Białystok         | Do szczebla pucharowego zakwalifikowały się cztery najlepsze drużyny obu grup Centralnej Ligi Juniorów, rywalizujące na zasadzie mecz i rewanż. Półfinały (25 maja 2016): Legia Warszawa - Lech Poznań 2-1, Pogoń Szczecin - Jagiellonia Białystok 2-2, rewanże (29 maja 2016): Lech Poznań - Legia Warszawa 0-1, Jagiellonia Białystok - Pogoń Szczecin 1-2. Dwumecz finałowy: Legia Warszawa - Pogoń Szczecin 0-2 (5 czerwca 2016), Pogoń Szczecin - Legia Warszawa 2-5 (8 czerwca 2016). Zwycięzca zagrał w Lidze Młodzieżowej UEFA. |
| 2017 | Legia Warszawa        | 2. Pogoń Szczecin 3-4. Lech Poznań 3-4. UKS SMS Łódź                  | Do szczebla pucharowego zakwalifikowały się cztery najlepsze drużyny obu grup Centralnej Ligi Juniorów, rywalizujące na zasadzie mecz i rewanż. Półfinały (15 czerwca 2017): Lech Poznań - Legia Warszawa 2-2, UKS SMS Łódź - Pogoń Szczecin 1-0, rewanże (18 czerwca 2017): Legia Warszawa - Lech Poznań 4-2 (po dogrywce), Pogoń Szczecin - UKS SMS Łódź 2-0. Dwumecz finałowy: Legia Warszawa - Pogoń Szczecin 4-1 (24 czerwca 2017), Pogoń Szczecin - Legia Warszawa 2-1 (28 czerwca 2017). Zwycięzca zagrał w Lidze Młodzieżowej UEFA. |
| 2018 | Lech Poznań           | 2. Cracovia 3-4. Legia Warszawa 3-4. Śląsk Wrocław                    | Do szczebla pucharowego zakwalifikowały się cztery najlepsze drużyny obu grup Centralnej Ligi Juniorów, rywalizujące na zasadzie mecz i rewanż. Półfinały (6 czerwca 2018): Lech Poznań - Legia Warszawa 1-2, Cracovia - Śląsk Wrocław 2-0, rewanże (10 czerwca 2018): Legia Warszawa - Lech Poznań 2-5, Śląsk Wrocław - Cracovia 0-4. Dwumecz finałowy: Cracovia - Lech Poznań 0:2 (15 czerwca 2018), Lech Poznań - Cracovia 2:0 (20 czerwca 2018). Zwycięzca zagrał w Lidze Młodzieżowej UEFA. |
| 2019 | Korona Kielce         | 2. Śląsk Wrocław 3. Zagłębie Lubin                                    | Dokonano reformy Centralnej Ligi Juniorów, poprzez usunięcie grupy zachodniej i wschodniej oraz zmianę dopuszczalnego wieku zawodników do 18 lat. W 30 kolejkach rozgrywek wzięło udział 16 drużyn. Zwycięzca zagrał w Lidze Młodzieżowej UEFA. |
| 2020 | Górnik Zabrze         | 2. Legia Warszawa 3. Zagłębie Lubin                                   | Z powodu zagrożenia epidemicznego odbyło się 17 z planowanych 30 kolejek rozgrywek. |
| 2021 | Pogoń Szczecin        | 2. Wisła Kraków 3. Śląsk Wrocław                                      | W 30 kolejkach rozgrywek wzięło udział 16 drużyn. Zwycięzca zagrał w Lidze Młodzieżowej UEFA. |
| 2022 | Zagłębie Lubin        | 2. Arka Gdynia 3. Legia Warszawa                                      | W 30 kolejkach rozgrywek bierze udział 16 drużyn. Zwycięzca zagrał w Lidze Młodzieżowej UEFA. |
| 2023 | Lech Poznań           | 2. Górnik Zabrze 3. Raków Częstochowa                                 | W 30 kolejkach rozgrywek bierze udział 16 drużyn. Zwycięzca zagra w Lidze Młodzieżowej UEFA. |
| 2024 | Legia Warszawa        | 2. Lech Poznań 3. Warta Poznań                                        | W 30 kolejkach rozgrywek bierze udział 16 drużyn. Zwycięzca zagra w Lidze Młodzieżowej UEFA. |
| 2025 | Legia Warszawa        | 2. Śląsk Wrocław 3. Lech Poznań                                       | W 30 kolejkach rozgrywek bierze udział 16 drużyn. Zwycięzca zagra w Lidze Młodzieżowej UEFA. |

## Klasyfikacja medalowa
Stan na zakończenie sezonu 2023/24 
| Lp.     | Klub                        | Złoty | Srebrny | Brązowy | Razem |
| ------- | --------------------------- | ----- | ------- | ------- | ----- |
| 1.      | Wisła Kraków                | 10    | 2       | 4       | 16    |
| 2.      | Legia Warszawa              | 6     | 2       | 4       | 12    |
| 3.      | Lech Poznań                 | 4     | 6       | 7       | 17    |
| 4.      | Jagiellonia Białystok       | 4     | 0       | 3       | 7     |
| 5.      | ŁKS Łódź                    | 3     | 4       | 3       | 10    |
| 6.      | Górnik Zabrze               | 3     | 4       | 1       | 8     |
| 7.      | Cracovia                    | 3     | 3       | 1       | 7     |
| 8.      | Zagłębie Lubin              | 3     | 1       | 3       | 7     |
| 9.      | Polonia Bytom               | 3     | 1       | 0       | 4     |
| 10.     | Hutnik Kraków               | 3     | 0       | 2       | 5     |
| 11.     | Gwarek Zabrze               | 2     | 4       | 0       | 6     |
| 12.     | Pogoń Szczecin              | 2     | 3       | 4       | 9     |
| 13.     | Amica Wronki                | 2     | 1       | 0       | 3     |
| 13.     | Górnik Wałbrzych            | 2     | 1       | 0       | 3     |
| 13.     | Korona Kielce               | 2     | 1       | 0       | 3     |
| 16.     | Unia Racibórz               | 2     | 0       | 1       | 3     |
| 16.     | Zryw Chorzów                | 2     | 0       | 1       | 3     |
| 18.     | Ruch Chorzów                | 2     | 0       | 0       | 2     |
| 19.     | Polonia Warszawa            | 1     | 5       | 3       | 9     |
| 20.     | Odra Opole                  | 1     | 3       | 3       | 7     |
| 21.     | Arka Gdynia                 | 1     | 3       | 2       | 6     |
| 22.     | Śląsk Wrocław               | 1     | 2       | 4       | 7     |
| 23.     | Lechia Gdańsk               | 1     | 2       | 2       | 5     |
| 23.     | Zawisza Bydgoszcz           | 1     | 2       | 2       | 5     |
| 25.     | Lublinianka/Unia Lublin     | 1     | 1       | 1       | 3     |
| 26.     | UKS SMS Łódź                | 1     | 0       | 3       | 4     |
| 27.     | Motor Lublin                | 1     | 0       | 2       | 3     |
| 28.     | Arkonia Szczecin            | 1     | 0       | 0       | 1     |
| 28.     | LSMP Zielona Góra           | 1     | 0       | 0       | 1     |
| 28.     | MKS Hala Łódź               | 1     | 0       | 0       | 1     |
| 28.     | Odra Wodzisław Śląski       | 1     | 0       | 0       | 1     |
| 28.     | Polonia Bydgoszcz           | 1     | 0       | 0       | 1     |
| 28.     | Pomorzanin Toruń            | 1     | 0       | 0       | 1     |
| 28.     | Start Chorzów               | 1     | 0       | 0       | 1     |
| 28.     | Stomil Olsztyn              | 1     | 0       | 0       | 1     |
| 36.     | Stal Mielec                 | 0     | 2       | 3       | 5     |
| 37.     | Warta Poznań                | 0     | 2       | 1       | 3     |
| 38.     | Gwardia Warszawa            | 0     | 2       | 0       | 2     |
| 38.     | Metal Kluczbork             | 0     | 2       | 0       | 2     |
| 38.     | Szombierki Bytom            | 0     | 2       | 0       | 2     |
| 41.     | Widzew Łódź                 | 0     | 1       | 3       | 4     |
| 42.     | Bałtyk Gdynia               | 0     | 1       | 2       | 3     |
| 43.     | Siarka Tarnobrzeg           | 0     | 1       | 1       | 2     |
| 43.     | Zagłębie Sosnowiec          | 0     | 1       | 1       | 2     |
| 45.     | Stal Bielsko-Biała          | 0     | 1       | 0       | 1     |
| 45.     | Hutnik Warszawa             | 0     | 1       | 0       | 1     |
| 45.     | Krośnianka Krosno           | 0     | 1       | 0       | 1     |
| 45.     | Olimpia Elbląg              | 0     | 1       | 0       | 1     |
| 45.     | Orzeł Łódź                  | 0     | 1       | 0       | 1     |
| 45.     | Pogoń Lwów                  | 0     | 1       | 0       | 1     |
| 45.     | Stal Kraśnik                | 0     | 1       | 0       | 1     |
| 45.     | Tomasovia Tomaszów Lubelski | 0     | 1       | 0       | 1     |
| 45.     | Warmia Olsztyn              | 0     | 1       | 0       | 1     |
| 45.     | Wierzyca Starogard Gdański  | 0     | 1       | 0       | 1     |
| 54.     | Stal Rzeszów                | 0     | 0       | 3       | 3     |
| 55.     | GKS Katowice                | 0     | 0       | 2       | 2     |
| 55.     | Górnik Łęczna               | 0     | 0       | 2       | 2     |
| 55.     | Ślęza Wrocław               | 0     | 0       | 2       | 2     |
| 58.     | Bałtyk Koszalin             | 0     | 0       | 1       | 1     |
| 58.     | Chemik Kędzierzyn-Koźle     | 0     | 0       | 1       | 1     |
| 58.     | Garbarnia Kraków            | 0     | 0       | 1       | 1     |
| 58.     | HKS Szopienice              | 0     | 0       | 1       | 1     |
| 58.     | Mazur Karczew               | 0     | 0       | 1       | 1     |
| 58.     | MOSP Białystok              | 0     | 0       | 1       | 1     |
| 58.     | Pogoń Równe                 | 0     | 0       | 1       | 1     |
| 58.     | Polonia Gdańsk              | 0     | 0       | 1       | 1     |
| 58.     | PWATT Warszawa              | 0     | 0       | 1       | 1     |
| 58.     | Radomiak Radom              | 0     | 0       | 1       | 1     |
| 58.     | Raków Częstochowa           | 0     | 0       | 1       | 1     |
| 58.     | Spójnia Rzeszów             | 0     | 0       | 1       | 1     |
| 58.     | Zagłębie Wałbrzych          | 0     | 0       | 1       | 1     |
| Łącznie | Łącznie                     | 74    | 74      | 88      | 236   |

## Juniorzy młodsi (U-17)
| Rok  | Mistrz                | Kolejne miejsca                                                 | Dodatkowe informacje |
| ---- | --------------------- | --------------------------------------------------------------- | --- |
| 1979 | Unia Tarnów           |                                                                 | |
| 1992 | Górnik Zabrze         | 2. Polonia Warszawa 3.Zagłebie Lubin 4.Wisłoka Dębica           | mecze finałowe: Polonia Warszawa - Górnik Zabrze 2:2,0:1 |
| 1993 | Lechia Gdańsk         | 2. Raków Częstochowa 3. Stal Stalowa Wola 4. Śląsk Wrocław      | mecze finałowe: Raków Częstochowa - Lechia Gdańsk 2:0,1:5 o III.miejsce: Śląsk Wrocław - Stal Stalowa Wola 2:0, 0:3 półfinały: Poznań: 1. Raków Częstochowa - 5 2. Śląsk Wrocław - 4 3. Lech Poznań - 3 4. Wieluński KS - 0 Mielec: 1. Lechia Gdańsk - 6 2. Stal Stalowa Wola - 4 3. Stal Mielec - 4 4. Stomil Olsztyn - ? |
| 1994 | ŁKS Łódź              | 2. Lechia Gdańsk 3. Zagłębie /MOSiR Sosnowiec 4. Legia Warszawa | mecze finałowe: Lechia Gdańsk - ŁKS Łódź 0:3,1:5 o III.miejsce: Legia Warszawa - Zagłębie/MOSiR Sosnowiec 1:4,3:0 |
| 1995 | Lechia Gdańsk         | 2. Górnik Zabrze 3. Zagłębie Lubin 4. Korona Kielce             | turniej finałowy - Lwówek Wlkp., Szamotuły Finał : Lechia Gdańsk - Górnik Zabrze 3:0 dalsza kolejność: 3. Zagłębie Lubin 4. Korona Kielce 5. ŁKS Łódź 6. Żerań Warszawa 7. SKS 13 Poznań 8. Wisła Kraków |
| 1996 | Górnik Zabrze         | 2. Lech Poznań                                                  | Finał (Bydgoszcz-stadion Zawiszy): Górnik Zabrze - Lech Poznań 2:1 |
| 1997 | Hutnik Nowa Huta      | 2. Lech Poznań                                                  | Finał (Kraków-stadion Wawelu): Hutnik Kraków - Lech Poznań 2:1 |
| 1998 | Amica Wronki          | 2. Polonia Warszawa                                             | |
| 1999 | ŁKS Łódź              | 2 Siarka Tarnobrzeg 3. Wisła Kraków 4. Parasol Wrocław          | |
| 2000 | Jagiellonia Białystok | 2. Wisła Kraków 3. Bałtyk Gdynia 4. Amika Wronki                | Mistrzostwa Polski odbyły się w ramach Ogólnopolskiej Olimpiady Młodzieży w Bielsku-Białej i Skoczowie w dniach 17-22 lipca 2000. Pierwsze miejsce, po zwycięstwie 1:0 w finale z Wisłą Kraków, zajęła Jagiellonia Białystok. Trzecie miejsce zdobył Bałtyk Gdynia, zwyciężając Amikę Wronki 3:0. W Mistrzostwach brali udział m.in. Krzysztof Łągiewka (Jagiellonia), Jakub Biskup (Bałtyk), czy Adrian Mrowiec (Wisła). Grupa A: (Skoczów) Beniaminek Radom - Wisła Kraków 3:4 (18.07.2000, 17.00), bramki: ? - Łach 35', 78', Wójcik 67', Iwan 74' GKS Katowice - Amica Wronki 1:1 (18.07.2000, 11.00) Wisła Kraków - GKS Katowice 3:3 (19.07.2000, 17.00), bramki: Wójcik 4', Łach 68', Mrowiec 72' - Gacki 2', 9', 37' Amica Wronki - Beniaminek Radom 1:0 (19.07.2000, 11.00) Wisła Kraków - Amica Wronki 0:0 (20.07.2000, 17.00) GKS Katowice - Beniaminek Radom 2:5 (20.07.2000, 11.00) Grupa B: (Bielsko-Biała) Bałtyk Gdynia - Jagiellonia Białystok 1:1 (18.07.2000, 11.00), bramki: Biskup 44' - Łągiewka 47' Orzeł Łódź - Parasol Wrocław 1:2 (18.07.2000, 17.00) Orzeł Łódź - Bałtyk Gdynia 3:6 (19.07.2000, 11.00), bramki: Gronowski (sam.) 34', Baranowski 40', Ciszewski 69' - Tusk 11', Mitrosz 23', 37', Klimowicz 32', 41', Biskup 78' Parasol Wrocław - Jagiellonia Białystok 0:1 (19.07.2000, 17.00) Bałtyk Gdynia - Parasol Wrocław 1:0 (20.07.2000, 17.00), bramki: Soszyński 58' Jagiellonia Białystok - Orzeł Łódź 5:1 (20.07.2000, 11.00) Mecz o VI miejsce: Orzeł Łódź - Beniaminek Radom 0:0 (k. 2:4) (Skoczów, 22.07.2000, 10.00) Mecz o V miejsce: Parasol Wrocław - GKS Katowice 3:1 (Skoczów, 22.07.2000, 12:00) Mecz o III miejsce: Bałtyk Gdynia - Amica Wronki 3:0 (Bielsko-Biała, 22.07.2000, 10:00), bramki: Tusk 13', Gronowski 15', Biskup 57' Finał: Jagiellonia Białystok - Wisła Kraków 1:0 (Bielsko-Biała, 22.07.2000, 12:00), bramki: Rydzewski (k) 64' |
| 2001 | Drukarz Warszawa      |                                                                 | |
| 2002 | Gwarek Zabrze         | 2. ŁKS Łódź                                                     | |
| 2003 | Amica Wronki          | 2. Wisła Kraków 3. Stomil Olsztyn 4. Agrykola Warszawa          | Drugie miejsce zajęła Wisła Kraków, która w finałowym meczu rozegranym 19 lipca 2003 roku w Starogardzie Gdańskim, przegrała z Amiką 0:1. Trzeci był Stomil Olsztyn, czwarta Agrykola Warszawa. |
| 2004 | Lechia Gdańsk         | 2. Zagłębie Lubin                                               | Mistrzostwa Polski juniorów młodszych miały miejsce w ramach Spartakiady Młodzieży. Finał odbył się 21 czerwca 2004 roku w Zielonej Górze. Lechia pokonała w nim Zagłębie Lubin 2:1 (1:0, 1:1, 1:1). Grupa A: Zagłęnie Lubin - UKP Zielona Góra 2:1 (1:0) UKS Tempo 25 Olsztyn - MOSP Jagiellonia Białystok 2:0 (1:0) UKS Tempo 25 Olsztyn - Zagłęnie Lubin 1:1 (0:0), karne 1:3 UKP Zielona Góra - MOSP Jagiellonia Białystok 5:0 (2:0) UKS Tempo 25 Olsztyn - UKP Zielona Góra 0:0 (0:0), karne 1:3 MOSP Jagiellonia Białystok - Zagłębnie Lubin 1:2 (0:0) Tabela - Grupa A: 1. Zagłębie Lubin 7 pkt. 5:3 2. UKS Tempo 25 Olsztyn 5 pkt. 3:1 3. UKP Zielona Góra 4 pkt. 6:2 4. MOSP Jagiellonia Białystok 0 pkt. 1:9 Grupa B: Hutnik Kraków - Gwarek Zabrze 1:0 (0:0) Lechia Gdańsk - SMS Łódź 2:2 (1:1) Gwarek Zabrze - Lechia Gdańsk 1:2 (0:0) SMS Łódź - Hutnik Kraków 3:2 (2:1) Hutnik Kraków - Lechia Gdańsk 2:3 (2:2) SMS Łódź - Gwarek Zabrze 1:1 (0:0) Tabela - Grupa B: 1. Lechia Gdańsk 7 pkt. 7:5 2. SMS Łódź 5 pkt. 6:5 3. Hutnik Kraków 3 pkt. 5:6 4. Gwarek Zabrze 1 pkt. 2:4 Finał - Mecz o I miejsce: Lechia Gdańsk - Zagłębie Lubin 2:1 (1:0) Finał - Mecz o III miejsce: SMS Łódź - UKS Tempo 25 Olsztyn 1:0 (0:0) Finał - Mecz o V miejsce: UKP Zielona Góra - Hutnik Kraków 2:4 (1:3) Finał - Mecz o VII miejsce: MOSP Jagiellonia Białystok - Gwarek Zabrze 0:3 (0:1) Końcowa kolejność: 1. Lechia Gdańsk 2. Zagłębie Lubin 3. SMS Łódź 4. UKS Tempo 25 Olsztyn 5. Hutnik Kraków 6. UKP Zielona Góra 7. Gwarek Zabrze 8. MOSP Jagiellonia Białystok |
| 2005 | UKS SMS Łódź          | 2. Polonia Warszawa 3. Górnik Łęczna 4. Wisła Kraków            | Turniej finałowy odbył się na początku lipca 2005 roku w Wysokiem Mazowieckiem oraz Siemiatyczach. Wyniki turnieju: 1. kolejka: Polonia Warszawa - Górnik Łęczna 1:0, Wisła Kraków - UKS SMS Łódź 1:1, karne 7:6 2. kolejka: Górnik Łęczna - Wisła Kraków 2:1, UKS SMS Łódź - Polonia Warszawa 2:0 3. kolejka: Górnik Łęczna - UKS SMS Łódź 2:4, Wisła Kraków - Polonia Warszawa 0:0 Tabela: 1. UKS SMS Łódź 3 7 pkt. 7:3 2. Polonia Warszawa 3 4 pkt. 1:2 3. Górnik Łęczna 3 3 pkt. 4:6 4. Wisła Kraków 3 2 pkt. 2:3 |
| 2006 | Cracovia              | 2. MOSP Jagiellonia Białystok 3. Amica Wronki 4. Zagłębie Lubin | Turniej finałowy odbył się w dniach 10-15 lipca 2006 w Zamościu. Cracovia pokonała Amikę Wronki (1:0) oraz Zagłębie Lubin (2:0), a także przegrała z Jagiellonią 1:2. W pozostałych meczach: Jagiellonia - Zagłębie 1:0, Amica - Zagłębie 5:0, Jagiellonia - Amica 0:1. 1/4 finału: Korona Kielce - Cracovia 0:1, 0:3 Amica Wronki - Rodło Opole 1:0, 1:2 MOSP Jagiellonia Białystok - Naki Olsztyn 2:1, 2:0 Pogoń Szczecin - Stal Mielec 0:1, 0:3 UKP Zielona Góra - GKS Bełchatów 0:2, 1:4 Lechia Gdańsk - Górnik Zabrze - 2:0, 1:2 (*po dogrywce) Zagłębie Lubin - Hetman Zamość 5:0, 5:1 Zawisza Bydgoszcz - AON Rembertów Warszawa 1:1, 0:2 1/2 finału: MOSP Jagiellonia Białystok - GKS Bełchatów 4:0, 1:1 Stal Mielec - Zagłębie Lubin 1:2, 2:2 Cracovia - Lechia Gdańsk 3:2, 2:1 Amica Wronki - AON Rembertów Warszawa 5:3, 0:1 Tabela turnieju: 1. Cracovia 3 6 pkt. 4:2 2. Jagiellonia Białystok 3 6 pkt. 3:2 3. Amica Wronki 3 6 pkt. 6:1 4. Zagłębie Lubin 3 0 pkt. 0:8 |
| 2007 | Stal Mielec           | 2. MOSP Jagiellonia Białystok 3. SMS Łódź 4. Cracovia           | Turniej finałowy miał miejsce na początku lipca 2007 roku w Siemiatyczach i Mielniku. W pierwszym meczu mielczanie, w których składzie grał m.in. Kamil Rado, zremisowali 0:0 z Jagiellonią Białystok (karne 4:3), potem pokonali 1:0 UKS SMS Łódź oraz 5:0 Cracovię, w której grał Mateusz Klich. W innych meczach: Cracovia - UKS SMS 1:6, Cracovia - Jagiellonia 0:1, UKS SMS - Jagiellonia 2:2. Tabela: 1. Stal Mielec 3 7 pkt. 6:0 2. MOSP Jagiellonia 3 5 pkt. 3:2 3. SMS Łódź 3 4 pkt. 8:4 4. Cracovia 3 0 pkt. 1:12 |
| 2008 | Wisła Płock           | 2. Lechia Gdańsk 3. Salos Szczecin 4. UKS SMS Łódź              | Turniej finałowy miał miejsce na początku lipca 2008 roku w Ostrowcu Świętokrzyskim. Mistrzowie z Płocka wygrali wszystkie trzy mecze – 2:0 z Lechią Gdańsk, 4:2 z Salosem Szczecin oraz 4:0 z UKS SMS Łódź. Wyróżnienia indywidualne: najlepszy piłkarz – Paweł Lisowski (Salos); najlepszy bramkarz – Marcin Kwiatkowski (Wisła); najlepszy strzelec (3 gole) – Piotr Paczkowski (Wisła); nagroda fair play – Lechia Gdańsk. Tabela: 1. Wisła Płock 9 pkt. 10:2 2. Lechia Gdańsk 4 pkt. 3:4 3. Salos Szczecin 2 pkt. 5:7 4. UKS SMS Łódź 1 pkt. 1:6 |
| 2009 | Lech Poznań           | 2. Legia Warszawa 3. MOSP Jagiellonia Białystok 4. Cracovia     | Finałowy turniej miał miejsce na początku lipca 2009 roku w Dębicy i Ropczycach. Młodzi Lechici, prowadzeni przez Mariusza Rumaka, awansowali na ten turniej, pokonując w eliminacjach Stal Mielec oraz Miedź Legnica. W pierwszym meczu Lech przegrał jednak z Cracovią. Potem poznaniacy pokonali Legię Warszawa oraz Jagiellonię. Tabela: 1. Lech Poznań 3 6 pkt. 3:1 2. Legia Warszawa 3 6 pkt. 4:3 3. MOSP Jagiellonia Białystok 3 3 pkt. 1:3 4. Cracovia 3 3 pkt. 3:4 |
| 2010 | UKS SMS Łódź          | 2. Arka Gdynia 3. UKP Zielona Góra 4. Zagłębie Lubin            | Finałowy turniej miał miejsce na początku lipca 2010 roku w Łodzi i Zgierzu. Mistrzowie z łódzkiego SMS w pierwszym meczu pokonali 2:1 UKP Zielona Góra, w drugim zwyciężyli 4:0 Zagłębie Lubin, by w trzecim spotkaniu zremisować 0:0 z Arką Gdynia. Drugie miejsce zajęła Arka, trzecie UKP, ostatnie było Zagłębie. Tabela: 1. UKS SMS Łódź 3 7 pkt. 6:1 2. Arka Gdynia 3 7 pkt. 5:1 3. UKP Zielona Góra 3 1 pkt. 2:6 4. Zagłębie Lubin 3 1 pkt. 2:7 |
| 2011 | Chemik Police         | 2. Legia Warszawa 3. Rozwój Katowice 4. OKS 1945 Olsztyn        | Turniej finałowy odbył się w Gdyni na początku lipca 2010 roku. Chemik zdobył złoty medal, pokonując warszawską Legię oraz OKS 1945 Olsztyn, a także przegrywając z Rozwojem Katowice. Drugie miejsce zajęła Legia, trzeci był Rozwój, ostatni OKS Olsztyn. W turnieju tym grali między innymi Jakub Arak (król strzelców) oraz Arkadiusz Milik. Tabela: 1. Chemik Police 3 6 pkt. 9:4 2. Legia Warszawa 3 6 pkt. 11:7 3. Rozwój Katowice 3 4 pkt. 6:6 4. OKS 1945 Olsztyn 3 1 pkt. 1:10 |
| 2012 | Lechia Gdańsk         | 2. Lech Poznań 3. Zagłębie Lubin 4. Stomil Olsztyn              | Turniej finałowy miał miejsce na początku lipca 2012 roku w Krasnymstawie i Rejowcu Fabrycznym. Lechiści w pierwszym meczu pokonali Stomil Olsztyn 2:0, w drugim wygrali 1:0 z Zagłębiem Lubin, a w trzecim spotkaniu zremisowali 1:1 z Lechem Poznań. Drugie miejsce zajął Lech, trzecie było Zagłębie, czwarty Stomil. Królami strzelców zostali Dawid Kownacki (Lech Poznań) i Kacper Łazaj (Lechia Gdańsk) – po trzy gole. Tabela: 1. Lechia Gdańsk 3 7 pkt. 4:1 2. Lech Poznań 3 4 pkt. 4:2 3. Zagłębie Lubin 3 3 pkt. 3:4 4. Stomil Olsztyn 3 3 pkt. 1:5 |
| 2013 | Wisła Kraków          | 2. Zawisza Bydgoszcz 3. Polonia Warszawa 4. Gwarek Zabrze       | Finałowy turniej miał miejsce pod koniec czerwca 2013 roku na boiskach Podkarpacia, we wioskach Kamień, Jeżowa i Sójkowa. Wiślacy w pierwszym meczu zremisowali z Gwarkiem Zabrze 2:2 (karne 3:1). W drugim spotkaniu pokonali Polonię Warszawa 2:1, a w trzecim zremisowali z Zawiszą Bydgoszcz 1:1. Wiślacy zgromadzili więc 5 punktów, drugi w tabeli Zawisza także 5. Trzecia była Polonia Warszawa, czwarty Gwarek Zabrze. Najlepszym strzelcem z 4 golami został Wiślak Kamil Kuczak. Tabela: 1. Wisła Kraków 3 5 pkt. 5:4 2. Zawisza Bydgoszcz 3 5 pkt. 4:3 3. MKS Polonia Warszawa 3 4 pkt. 4:3 4. Gwarek Zabrze 3 1 pkt. 3:6 |
| 2014 | Lech Poznań           | 2. Górnik Zabrze 3. Concordia Elbląg 4. Hutnik Kraków           | Finałowy turniej odbył się w dniach 12-16 czerwca na stadionach w Warszawie, Sulejówku i Ząbkach. Wyniki poszczególnych spotkań były następujące: Hutnik Kraków - Lech Poznań 0:2, Concordia Elbląg - Górnik Zabrze 1:4, Concordia Elbląg - Hutnik Kraków 1:1, Górnik Zabrze - Lech Poznań 1:4, Hutnik Kraków - Górnik Zabrze 0:1, Lech Poznań - Concordia Elbląg 1:3. Przy równej liczbie punktów uzyskanych przez drużyny Lecha i Górnika o mistrzostwie zadecydowała różnica bramek. Tabela: 1. Lech Poznań 3 6 pkt. 7:4 2. Górnik Zabrze 3 6 pkt. 6:5 3. Concordia Elbląg 3 4 pkt. 5:6 4. Hutnik Kraków 3 1 pkt. 1:4 |
| 2015 | Lech Poznań           | 2. Górnik Zabrze 3. Progres Kraków –. Polonia Warszawa          | Finałowy turniej odbył się w dniach 19-23 czerwca na stadionie w Zielonej Górze. Wyniki przedstawiały się następująco: Polonia Warszawa - Progres Kraków 2:2 (karne 3:4), Lech Poznań - Górnik Zabrze 2:0, Progres Kraków - Górnik Zabrze 1:2, Polonia Warszawa - Lech Poznań 1:2, Lech Poznań - Progres Kraków 4:1, Górnik Zabrze - Polonia Warszawa 4:1. Tabela: 1. Lech Poznań 3 9 pkt. 8:2 2. Górnik Zabrze 3 6 pkt. 6:4 3. Progres Kraków 3 1 pkt. 4:8 –. Polonia Warszawa 3 1 pkt. 4:8 |
| 2016 | Lech Poznań           | 2. Progres Kraków 3-4. UKS SMS Łódź 3-4. Zagłębie Lubin         | Turniej o krajowy czempionat odbył się w dniach 15-28 czerwca. Wyniki półfinałowe (15 czerwca 2016): Progres Kraków - Zagłębie Lubin 2:1, UKS SMS Łódź - Lech Poznań 2:2, rewanże (19 czerwca 2016): Zagłębie Lubin - Progres Kraków 1:1, Lech Poznań - UKS SMS Łódź 3:0. Wyniki finałowe: Lech Poznań - Progres Kraków 4:0 (24 czerwca 2016), Progres Kraków - Lech Poznań 2:1 (28 czerwca 2016). |
| 2017 | Lech Poznań           | 2. Ruch Chorzów 3-4. Polonia Warszawa 3-4. Motor Lublin         | Turniej o krajowy czempionat odbył się w dniach 14-29 czerwca. Wyniki półfinałowe (14 czerwca 2017): Motor Lublin - Ruch Chorzów 0:1, Lech Poznań - Polonia Warszawa 1:0, rewanże (17 czerwca 2017): Ruch Chorzów - Motor Lublin 3:0, Polonia Warszawa - Lech Poznań 2:1 (po dogrywce). Wyniki finałowe: Ruch Chorzów - Lech Poznań 2:3 (25 czerwca 2017), Lech Poznań - Ruch Chorzów 0:1 (29 czerwca 2017). |
| 2018 | Jagiellonia Białystok | 2. Pogoń Szczecin 3-4. Korona Kielce 3-4. Śląsk Wrocław         | Turniej o krajowy czempionat odbył się w dniach 15-27 czerwca. Wyniki półfinałowe: Śląsk Wrocław - Jagiellonia Białystok 0ː3 (15 czerwca 2018), Korona Kielce - Pogoń Szczecin 0ː0 (16 czerwca 2018), rewanże (20 czerwca 2018)ː Jagiellonia Białystok - Śląsk Wrocław 6-2, Pogoń Szczecin - Korona Kielce 2ː1. Finałː Pogoń Szczecin - Jagiellonia Białystok 0ː4 (27 czerwca 2018). |
| 2019 | Legia Warszawa        | 2. Lech Poznań 3-4. Zagłębie Lubin 3-4. Korona Kielce           | Turniej o krajowy czempionat odbył się w dniach 8-18 czerwca. Wyniki półfinałowe: Korona Kielce - Lech Poznań 1ː2 (8 czerwca 2019), Zagłębie Lubin - Legia Warszawa 2ː3 (7 czerwca 2019), rewanże (13 czerwca 2019)ː Lech Poznań - Korona Kielce 6ː2, Legia Warszawa - Zagłębie Lubin 2ː0. Finałː Lech Poznań - Legia Warszawa 1ː3 (18 czerwca 2019). |
| 2020 | -                     | -                                                               | W związku z rozegraniem tylko jednej kolejki rozgrywek w rundzie wiosennej (z powodu zagrożenia epidemicznego), kolejność drużyn w tabelach końcowych poszczególnych grup Centralnej Ligi Juniorów U-17 w rundzie wiosennej sezonu 2019/2020 nie została ustalona, a wszystkie drużyny uczestniczyły w tych rozgrywkach w rundzie jesiennej sezonu 2020/2021. Mistrzowie grup po rundzie jesiennejː A - MKS Polonia Warszawa B - Lech Poznań C - Górnik Zabrze D - Cracovia |
| 2021 | UKS SMS Łódź          | 2. Lech Poznań 3-4. Cracovia 3-4. Raków Częstochowa             | Turniej odbył się w dniach 23-30 czerwca 2021, Wyniki półfinałów: Lech - Cracovia 3:0, 3:3, Raków - UKS SMS 0:1, 3:4, finał UKS SMS - Lech 2:1 pd. |
| 2022 | Zagłębie Lubin        | 2. Wisła Kraków 3-4. Jagiellonia Białystok 3-4. Warta Poznań    | Turniej odbył się w dniach 11-20 czerwca 2022, Wyniki półfinałów: Wisła - Jagiellonia 2:2, 2:1, Zagłębie Lubin - Warta Pozńań 2:1, 0:0, finał Zagłębie - Wisła 1:0 |
| 2023 | Górnik Zabrze         | 2. Legia Warszawa 3. Zagłębie Lubin                             | |
| 2024 | Śląsk Wrocław         | 2. Legia Warszawa 3. Raków Częstochowa                          | |
| 2025 | Polonia Warszawa      | 2. Raków Częstochowa 3. Legia Warszawa                          | |

## Statystyka
| Liczba zwycięstw | Drużyna               |
| ---------------- | --------------------- |
| 5                | Lech Poznań           |
| 4                | Lechia Gdańsk         |
| 3                | Górnik Zabrze         |
| 3                | UKS SMS Łódź          |
| 2                | Amica Wronki          |
| 2                | Jagiellonia Białystok |
| 2                | ŁKS Łódź              |
| 1                | Chemik Police         |
| 1                | Cracovia              |
| 1                | Drukarz Warszawa      |
| 1                | Gwarek Zabrze         |
| 1                | Hutnik Nowa Huta      |
| 1                | Legia Warszawa        |
| 1                | Stal Mielec           |
| 1                | Wisła Kraków          |
| 1                | Wisła Płock           |
| 1                | Unia Tarnów           |
| 1                | Zagłębie Lubin        |
| 1                | Śląsk Wrocław         |
| 1                | Polonia Warszawa      |